# Olaszország a 2008. évi nyári olimpiai játékokon
Olaszország a kínai Pekingben megrendezett 2008. évi nyári olimpiai játékok egyik részt vevő nemzete volt. Az országot az olimpián 29 sportágban 344 sportoló képviselte, akik összesen 27 érmet szereztek.

## Érmesek
| Érem  | Versenyző                                                                       | Sportág       | Versenyszám               |
| ----- | ------------------------------------------------------------------------------- | ------------- | ------------------------- |
| Arany | Alex Schwazer                                                                   | Atlétika      | Férfi 50 km gyaloglás     |
| Arany | Andrea Minguzzi                                                                 | Birkózás      | Férfi kötöttfogás, 84 kg  |
| Arany | Giulia Quintavalle                                                              | Cselgáncs     | Női könnyűsúly            |
| Arany | Roberto Cammarelle                                                              | Ökölvívás     | Szupernehézsúly           |
| Arany | Chiara Cainero                                                                  | Sportlövészet | Női skeet                 |
| Arany | Federica Pellegrini                                                             | Úszás         | Női 200 m gyors           |
| Arany | Matteo Tagliariol                                                               | Vívás         | Férfi párbajtőr, egyéni   |
| Arany | Maria Valentina Vezzali                                                         | Vívás         | Női tőr, egyéni           |
| Ezüst | Luca Agamennoni Simone Venier Rossano Galtarossa Simone Raineri                 | Evezés        | Férfi négypárevezős       |
| Ezüst | Ilario Di Buò Marco Galiazzo Mauro Nespoli                                      | Íjászat       | Férfi csapat              |
| Ezüst | Josefa Idem-Guerrini                                                            | Kajak-kenu    | Női kajak egyes 500 m     |
| Ezüst | Clemente Russo                                                                  | Ökölvívás     | Nehézsúly                 |
| Ezüst | Francesco D'Aniello                                                             | Sportlövészet | Férfi dupla trap          |
| Ezüst | Giovanni Pellielo                                                               | Sportlövészet | Férfi trap                |
| Ezüst | Mauro Sarmiento                                                                 | Taekwondo     | Férfi váltósúly           |
| Ezüst | Alessia Filippi                                                                 | Úszás         | Női 800 m gyors           |
| Ezüst | Alessandra Sensini                                                              | Vitorlázás    | Női szörfvitorlázás       |
| Bronz | Elisa Rigaudo                                                                   | Atlétika      | Női 20 km gyaloglás       |
| Bronz | Andrea Facchin Antonio Scaduto                                                  | Kajak-kenu    | Férfi kajak kettes 1000 m |
| Bronz | Tatiana Guderzo                                                                 | Kerékpározás  | Női mezőnyverseny         |
| Bronz | Vincenzo Picardi                                                                | Ökölvívás     | Légsúly                   |
| Bronz | Diego Romero                                                                    | Vitorlázás    | Férfi laser               |
| Bronz | Matteo Tagliariol Stefano Carozzo Alfredo Rota Diego Confalonieri               | Vívás         | Férfi párbajtőr, csapat   |
| Bronz | Salvatore Sanzo                                                                 | Vívás         | Férfi tőr, egyéni         |
| Bronz | Gianpiero Pastore Diego Occhiuzzi Luigi Tarantino Aldo Montano                  | Vívás         | Férfi kard, csapat        |
| Bronz | Margherita Granbassi                                                            | Vívás         | Női tőr, egyéni           |
| Bronz | Ilaria Salvatori Maria Valentina Vezzali Giovanna Trillini Margherita Granbassi | Vívás         | Női tőr, csapat           |

- A férfi mezőnyversenyben második helyezést elért Davide Rebellint megfosztották ezüstérmétől.

## Asztalitenisz
Férfi
| Versenyző      | Versenyszám | Selejtező                                                 | 64-es főtábla                                       | 48-as főtábla                                                 | 32-es főtábla     | Nyolcaddöntő      | Negyeddöntő       | Elődöntő          | Döntő             | Helyezés |
| Versenyző      | Versenyszám | Ellenfél Eredmény                                         | Ellenfél Eredmény                                   | Ellenfél Eredmény                                             | Ellenfél Eredmény | Ellenfél Eredmény | Ellenfél Eredmény | Ellenfél Eredmény | Ellenfél Eredmény | Helyezés |
| -------------- | ----------- | --------------------------------------------------------- | --------------------------------------------------- | ------------------------------------------------------------- | ----------------- | ----------------- | ----------------- | ----------------- | ----------------- | -------- |
| Mihai Bobocica | Egyes       | Afsin Noruzi (IRI) · 11-7, 10-12, 11-6, 9-11, 11-4, 12-10 | Fjodor Kuzmin (RUS) · 11-7, 3-11, 11-5, 11-7, 12-10 | Bojan Tokič (SLO) · 12-14, 11-6, 11-5, 8-11, 9-11, 11-8, 6-11 | kiesett           | kiesett           | kiesett           | kiesett           | kiesett           | 33.      |

Női
| Versenyző              | Versenyszám | Selejtező         | 64-es főtábla                                                    | 48-as főtábla                                           | 32-es főtábla     | Nyolcaddöntő      | Negyeddöntő       | Elődöntő          | Döntő             | Helyezés |
| Versenyző              | Versenyszám | Ellenfél Eredmény | Ellenfél Eredmény                                                | Ellenfél Eredmény                                       | Ellenfél Eredmény | Ellenfél Eredmény | Ellenfél Eredmény | Ellenfél Eredmény | Ellenfél Eredmény | Helyezés |
| ---------------------- | ----------- | ----------------- | ---------------------------------------------------------------- | ------------------------------------------------------- | ----------------- | ----------------- | ----------------- | ----------------- | ----------------- | -------- |
| Nikoleta Stefanova     | Egyes       |                   | Okszana Fagyejeva (RUS) · 11-5, 11-5, 11-7, 11-6                 | Boros Tamara (CRO) · 4-11, 6-11, 6-11, 11-8, 8-11       | kiesett           | kiesett           | kiesett           | kiesett           | kiesett           | 33.      |
| Wenling Tan Monfardini | Egyes       |                   | Tetyana Szorocsinszka (UKR) · 11-7, 11-6, 9-11, 11-4, 7-11, 11-4 | Qiangbing Li (AUT) · 11-8, 7-11, 8-11, 11-8, 5-11, 4-11 | kiesett           | kiesett           | kiesett           | kiesett           | kiesett           | 33.      |

## Atlétika
Férfi
| Versenyző                                                          | Versenyszám     | Előfutam      | Előfutam      | Előfutam      | Negyeddöntő | Negyeddöntő | Negyeddöntő | Elődöntő | Elődöntő | Elődöntő | Döntő    | Döntő    |
| Versenyző                                                          | Versenyszám     | Idő           | Hely.         | Össz.         | Idő         | Hely.       | Össz.       | Idő      | Hely.    | Össz.    | Idő      | Helyezés |
| ------------------------------------------------------------------ | --------------- | ------------- | ------------- | ------------- | ----------- | ----------- | ----------- | -------- | -------- | -------- | -------- | -------- |
| Simone Collio                                                      | 100 m           | 10,32         | 3.            | 22.           | 10,33       | 7.          | 30.**       | kiesett  | kiesett  | kiesett  | kiesett  | kiesett  |
| Fabio Cerutti                                                      | 100 m           | 10,49         | 5.            | 43.*          | kiesett     | kiesett     | kiesett     | kiesett  | kiesett  | kiesett  | kiesett  | kiesett  |
| Claudio Licciardello                                               | 400 m           | 45,25         | 3.            | 16.           |             |             |             | 45,64    | 8.       | 23.      | kiesett  | kiesett  |
| Christian Obrist                                                   | 1500 m          | 3:35,91       | 3.            | 4.            |             |             |             | 3:37,47  | 4.       | 4.**     | 3:39,87  | 11.      |
| Matteo Villani                                                     | 3000 m akadály  | nem ért célba | nem ért célba | nem ért célba |             |             |             |          |          |          | kiesett  | kiesett  |
| Ivano Brugnetti                                                    | 20 km gyaloglás |               |               |               |             |             |             |          |          |          | 1:19:21  | 5.       |
| Giorgio Rubino                                                     | 20 km gyaloglás |               |               |               |             |             |             |          |          |          | 1:22:11  | 18.      |
| Jean-Jacques Nkouloukidi                                           | 20 km gyaloglás |               |               |               |             |             |             |          |          |          | 1:26:53  | 37.      |
| Diego Cafagna                                                      | 50 km gyaloglás |               |               |               |             |             |             |          |          |          | kizárták | kizárták |
| Marco De Luca                                                      | 50 km gyaloglás |               |               |               |             |             |             |          |          |          | 3:54:47  | 19.      |
| Alex Schwazer                                                      | 50 km gyaloglás |               |               |               |             |             |             |          |          |          | 3:37:09  |          |
| Stefano Baldini                                                    | Maraton         |               |               |               |             |             |             |          |          |          | 2:13:25  | 12.      |
| Ruggero Pertile                                                    | Maraton         |               |               |               |             |             |             |          |          |          | 2:13:39  | 15.      |
| Ottaviano Andriani                                                 | Maraton         |               |               |               |             |             |             |          |          |          | 2:16:10  | 23.      |
| Fabio Cerutti Simone Collio Emanuele di Gregorio Jacques Riparelli | 4 × 100 m váltó | kizárták      | kizárták      | kizárták      |             |             |             |          |          |          | kiesett  | kiesett  |

| Versenyző          | Versenyszám   | Selejtező                | Selejtező                | Döntő                 | Döntő                 |
| Versenyző          | Versenyszám   | Eredmény                 | Helyezés                 | Eredmény              | Helyezés              |
| ------------------ | ------------- | ------------------------ | ------------------------ | --------------------- | --------------------- |
| Andrea Bettinelli  | Magasugrás    | 225 cm                   | 14.**                    | kiesett               | kiesett               |
| Filippo Campioli   | Magasugrás    | 225 cm                   | 9.**                     | 220 cm                | 10.*                  |
| Alessandro Talotti | Magasugrás    | 220 cm                   | 29.**                    | kiesett               | kiesett               |
| Giuseppe Gibilisco | Rúdugrás      | 565 cm                   | 13.                      | érvényes ugrás nélkül | érvényes ugrás nélkül |
| Andrew Howe        | Távolugrás    | 781 cm                   | 20.                      | kiesett               | kiesett               |
| Fabrizio Donato    | Hármasugrás   | 16,70 m                  | 21.                      | kiesett               | kiesett               |
| Hannes Kirchler    | Diszkoszvetés | 56,44 m                  | 33.                      | kiesett               | kiesett               |
| Nicola Vizzoni     | Kalapácsvetés | 75,01 m                  | 13.                      | kiesett               | kiesett               |
| Marco Lingua       | Kalapácsvetés | érvényes kísérlet nélkül | érvényes kísérlet nélkül | kiesett               | kiesett               |

Női
| Anita Pistone                                           | 100 m           | 11,43    | 2.       | 21.*     | 11,56 | 6. | 31.* | kiesett | kiesett | kiesett | kiesett | kiesett |         |         |         |
| Vincenza Calì                                           | 200 m           | 23,44    | 6.       | 28.*     | 23,56 | 7. | 28.  | kiesett | kiesett | kiesett | kiesett | kiesett | kiesett | kiesett | kiesett |
| Libania Grenot                                          | 400 m           | 50,87    | 1.       | 4.       |       |    |      | 50,83   | 5.      | 10.     | kiesett | kiesett |         |         |         |
| Elisa Cusma Piccione                                    | 800 m           | 2:00,24  | 5.       | 11.      |       |    |      | 1:59,52 | 5.      | 16.     | kiesett | kiesett |         |         |         |
| Silvia Weissteiner                                      | 5000 m          | 15:23,45 | 10.      | 21.      |       |    |      |         |         |         | kiesett | kiesett |         |         |         |
| Micol Cattaneo                                          | 100 m gát       | 13,13    | 5.       | 24.      |       |    |      | kiesett | kiesett | kiesett | kiesett | kiesett |         |         |         |
| Elena Romagnolo                                         | 3000 m akadály  | 9:27,48  | 5.       | 10.      |       |    |      |         |         |         | 9:30,04 | 11.     |         |         |         |
| Elisa Rigaudo                                           | 20 km gyaloglás |          |          |          |       |    |      |         |         |         | 1:27:12 |         |         |         |         |
| Anna Incerti                                            | Maraton         |          |          |          |       |    |      |         |         |         | 2:30:55 | 14.     |         |         |         |
| Bruna Genovese                                          | Maraton         |          |          |          |       |    |      |         |         |         | 2:31:31 | 17.     |         |         |         |
| Vincenza Sicari                                         | Maraton         |          |          |          |       |    |      |         |         |         | 2:33:31 | 29.     |         |         |         |
| Audrey Alloh Giulia Arcioni Vincenza Calì Anita Pistone | 4 × 100 m váltó | kizárták | kizárták | kizárták |       |    |      |         |         |         | kiesett | kiesett |         |         |         |

| Versenyző             | Versenyszám   | Selejtező                | Selejtező                | Döntő    | Döntő    |
| Versenyző             | Versenyszám   | Eredmény                 | Helyezés                 | Eredmény | Helyezés |
| --------------------- | ------------- | ------------------------ | ------------------------ | -------- | -------- |
| Antonietta Di Martino | Magasugrás    | 193 cm                   | 5.*                      | 193 cm   | 10.*     |
| Magdelín Martínez     | Hármasugrás   | 14,00 m                  | 18.                      | kiesett  | kiesett  |
| Assunta Legnante      | Súlylökés     | 17,76 m                  | 19.                      | kiesett  | kiesett  |
| Chiara Rosa           | Súlylökés     | 18,74 m                  | 9.                       | 18,22 m  | 13.      |
| Clarissa Claretti     | Kalapácsvetés | 71,82 m                  | 5.                       | 71,33 m  | 7.       |
| Silvia Salis          | Kalapácsvetés | 62,28 m                  | 42.                      | kiesett  | kiesett  |
| Zahra Bani            | Gerelyhajítás | érvényes kísérlet nélkül | érvényes kísérlet nélkül | kiesett  | kiesett  |

* - egy másik versenyzővel azonos eredményt ért el

** - két másik versenyzővel azonos eredményt ért el

## Birkózás

### Férfi
Kötöttfogású
| Versenyző         | Versenyszám | Selejtező                   | Nyolcaddöntő                      | Negyeddöntő                          | Elődöntő                        | Vigaszág első kör               | Vigaszág elődöntő | Bronz- mérkőzés   | Döntő                              | Helyezés |
| Versenyző         | Versenyszám | Ellenfél Eredmény           | Ellenfél Eredmény                 | Ellenfél Eredmény                    | Ellenfél Eredmény               | Ellenfél Eredmény               | Ellenfél Eredmény | Ellenfél Eredmény | Ellenfél Eredmény                  | Helyezés |
| ----------------- | ----------- | --------------------------- | --------------------------------- | ------------------------------------ | ------------------------------- | ------------------------------- | ----------------- | ----------------- | ---------------------------------- | -------- |
| Andrea Minguzzi   | 84 kg       |                             | Mélonin Noumonvi (FRA) · 1-1, 1-1 | Alekszej Misin (RUS) · 1-1, 0-3, 2-1 | Ara Abrahamian (SWE) · 1-1, 2-1 |                                 |                   |                   | Fodor Zoltán (HUN) · 1-1, 1-1, 4-0 |          |
| Daigoro Timoncini | 96 kg       | Kató Kenzó (JPN) · 2-0, 6-0 | Aszlanbek Hustov (RUS) · 0-4, 0-4 |                                      |                                 | Aszet Mambetov (KAZ) · 1-2, 0-2 | kiesett           | kiesett           |                                    | 11.      |

## Cselgáncs
Férfi
| Versenyző          | Versenyszám | Selejtező         | 32-es főtábla                         | Nyolcaddöntő                               | Negyeddöntő       | Elődöntő          | Vigaszág első kör                        | Vigaszág negyeddöntő              | Vigaszág elődöntő              | Bronz- mérkőzés   | Döntő             | Helyezés |
| Versenyző          | Versenyszám | Ellenfél Eredmény | Ellenfél Eredmény                     | Ellenfél Eredmény                          | Ellenfél Eredmény | Ellenfél Eredmény | Ellenfél Eredmény                        | Ellenfél Eredmény                 | Ellenfél Eredmény              | Ellenfél Eredmény | Ellenfél Eredmény | Helyezés |
| ------------------ | ----------- | ----------------- | ------------------------------------- | ------------------------------------------ | ----------------- | ----------------- | ---------------------------------------- | --------------------------------- | ------------------------------ | ----------------- | ----------------- | -------- |
| Giovanni Casale    | Harmatsúly  |                   | Felipe Novoa (CHI) · 1000-0000        | Pak Csholmin (PRK) · 0001-0010             |                   |                   | Guwanç Nurmuhammedow (TKM) · 0012-0000   | Pedro Dias (POR) · 1001-0001      | Alim Gadanov (RUS) · 0010-1002 | kiesett           |                   | 7.       |
| Giuseppe Maddaloni | Váltósúly   |                   | Abderramán Brenes (PUR) · 0020-0001   | Guillaume Elmont (NED) · 0000-1001         |                   |                   | Damdinszürengín Njamhű (MGL) · 0000-1000 | kiesett                           | kiesett                        | kiesett           |                   | 13.      |
| Roberto Meloni     | Középsúly   |                   | Jevgēņijs Borodavko (LAT) · 0100-0010 | Yves-Matthieu Dafreville (FRA) · 0000-0010 |                   |                   | Asley González (CUB) · 1001-0001         | Eduardo Santos (BRA) · 0000-1000  | kiesett                        | kiesett           |                   | 9.       |
| Paolo Bianchessi   | Nehézsúly   |                   | Isii Szatosi (JPN) · 0000-1011        |                                            |                   |                   | Iszlám es-Sehábi (EGY) · 0010-0000       | Tamerlan Tmenov (RUS) · 0000-0010 | kiesett                        | kiesett           |                   | 9.       |

Női
| Versenyző          | Versenyszám  | Selejtező                          | Nyolcaddöntő                            | Negyeddöntő                         | Elődöntő                      | Vigaszág első kör | Vigaszág negyeddöntő                | Vigaszág elődöntő | Bronz- mérkőzés   | Döntő                                               | Helyezés |
| Versenyző          | Versenyszám  | Ellenfél Eredmény                  | Ellenfél Eredmény                       | Ellenfél Eredmény                   | Ellenfél Eredmény             | Ellenfél Eredmény | Ellenfél Eredmény                   | Ellenfél Eredmény | Ellenfél Eredmény | Ellenfél Eredmény                                   | Helyezés |
| ------------------ | ------------ | ---------------------------------- | --------------------------------------- | ----------------------------------- | ----------------------------- | ----------------- | ----------------------------------- | ----------------- | ----------------- | --------------------------------------------------- | -------- |
| Giulia Quintavalle | Könnyűsúly   | Ivonne Bönisch (GER) · 0101-0001   | Hisigbatín Erdenet-Od (MGL) · 1010-0001 | Barbara Harel (FRA) · 0010-0001     | Pekli Mária (AUS) · 0010-0002 |                   |                                     |                   |                   | Deborah van der Veken-Gravenstein (NED) · 0011-0001 |          |
| Ylenia Scapin      | Középsúly    |                                    | Catherine Jacques (BEL) · 0010-0000     | Anaisis Hernández (CUB) · 0000-1000 |                               |                   | Yuri Alvear (COL) · 0010-1000       | kiesett           | kiesett           |                                                     | 9.       |
| Lucia Morico       | Félnehézsúly |                                    | Nakazava Szae (JPN) · 0010-0001         | Esther San Miguel (ESP) · 0011-0220 |                               |                   | Edinanci da Silva (BRA) · 0000-1101 | kiesett           | kiesett           |                                                     | 9.       |
| Michela Torrenti   | Nehézsúly    | Janelle Shepherd (AUS) · 0000-0001 | kiesett                                 | kiesett                             | kiesett                       |                   |                                     |                   |                   |                                                     | 15.      |

## Evezés
Férfi
| Versenyző                                                        | Versenyszám                          | Előfutam | Előfutam | Vigaszág | Vigaszág | Elődöntő | Elődöntő | Elődöntő | Döntő | Döntő   | Döntő | Helyezés |
| Versenyző                                                        | Versenyszám                          | Idő      | Hely.    | Idő      | Hely.    | Típus    | Idő      | Hely.    | Típus | Idő     | Hely. | Helyezés |
| ---------------------------------------------------------------- | ------------------------------------ | -------- | -------- | -------- | -------- | -------- | -------- | -------- | ----- | ------- | ----- | -------- |
| Giuseppe De Vita Raffaello Leonardo Dario Dentale*               | Kormányos nélküli kettes             | 6:51,01  | 2.       |          |          | A/B      | 6:47,30  | 5.       | B     | 7:04,91 | 5.    | 11.      |
| Lorenzo Carboncini Carlo Mornati Niccolo Mornati Alessio Sartori | Kormányos nélküli négyes             | 6:02,84  | 2.       |          |          | A/B      | 6:05,21  | 6.       | B     | 6:08,77 | 5.    | 11.      |
| Elia Luini Marcello Miani                                        | Könnyűsúlyú kétpárevezős             | 6:16,16  | 1.       |          |          | A/B      | 6:31,16  | 2.       | A     | 6:16,15 | 4.    | 4.       |
| Luca Agamennoni Rossano Galtarossa Simone Raineri Simone Venier  | Négypárevezős                        | 5:36,42  | 2.       |          |          | A/B      | 5:51,20  | 1.       | A     | 5:43,57 | 2.    |          |
| Catello Amarante Salvatore Amitrano Bruno Mascarenhas Jiri Vlcek | Könnyűsúlyú kormányos nélküli négyes | 5:54,12  | 3.       |          |          | A/B      | 6:14,73  | 5.       | B     | 6:03,12 | 1.    | 7.       |

Női
| Versenyző                             | Versenyszám  | Előfutam | Előfutam | Vigaszág/ Egypárevezősnél középdöntő | Vigaszág/ Egypárevezősnél középdöntő | Elődöntő | Elődöntő | Elődöntő | Döntő | Döntő   | Döntő | Helyezés |
| Versenyző                             | Versenyszám  | Idő      | Hely.    | Idő                                  | Hely.                                | Típus    | Idő      | Hely.    | Típus | Idő     | Hely. | Helyezés |
| ------------------------------------- | ------------ | -------- | -------- | ------------------------------------ | ------------------------------------ | -------- | -------- | -------- | ----- | ------- | ----- | -------- |
| Gabriella Bascelli                    | Egypárevezős | 7:43,67  | 1.       | 7:36,68                              | 3.                                   | A/B      | 7:42,10  | 4.       | B     | 7:48,91 | 2.    | 8.       |
| Elisabetta Sancassani Laura Schiavone | Kétpárevezős | 7:30,25  | 5.       | 7:08,00                              | 4.                                   |          |          |          | B     | 7:29,22 | 4.    | 10.      |

* - Giuseppe De Vita cseréje a B döntőben

## Íjászat
Férfi
| Versenyző                                  | Versenyszám | Selejtező | Selejtező | 64-es főtábla                      | 32-es főtábla                                  | Nyolcaddöntő                                                           | Negyeddöntő                                                                       | Elődöntő                                                                            | Döntő                                                                     | Helyezés |
| Versenyző                                  | Versenyszám | Pont      | Kiemelt   | Ellenfél Eredmény                  | Ellenfél Eredmény                              | Ellenfél Eredmény                                                      | Ellenfél Eredmény                                                                 | Ellenfél Eredmény                                                                   | Ellenfél Eredmény                                                         | Helyezés |
| ------------------------------------------ | ----------- | --------- | --------- | ---------------------------------- | ---------------------------------------------- | ---------------------------------------------------------------------- | --------------------------------------------------------------------------------- | ----------------------------------------------------------------------------------- | ------------------------------------------------------------------------- | -------- |
| Ilario Di Buò                              | Egyéni      | 670       | 9.        | Martin Bulíř (CZE) (56.) · 111-100 | Vic Wunderle (USA) (41.) · 108 (+17)-108 (+19) | kiesett                                                                | kiesett                                                                           | kiesett                                                                             | kiesett                                                                   | 25.*     |
| Marco Galiazzo                             | Egyéni      | 667       | 12.       | Niels Dall (DEN) (53.) · 114-97    | Alan Wills (GBR) (21.) · 109-110               | kiesett                                                                | kiesett                                                                           | kiesett                                                                             | kiesett                                                                   | 22.**    |
| Mauro Nespoli                              | Egyéni      | 649       | 44.       | Alan Wills (GBR) (21.) · 99-103    | kiesett                                        | kiesett                                                                | kiesett                                                                           | kiesett                                                                             | kiesett                                                                   | 58.*     |
| Ilario Di Buò Marco Galiazzo Mauro Nespoli | Csapat      | 1986      | 6.        |                                    |                                                | Kanada (CAN) · J.D. Burnes · Crispin Duenas · Jay Lyon (11.) · 219-217 | Malajzia (MAS) · Cheng Chu Sian · Wan Khalmizam · Muhammad Marbawi (3.) · 218-213 | Ukrajna (UKR) · Markijan Ivasko · Viktor Ruban · Olekszandr Szergyuk (2.) · 223-221 | Dél-Korea (KOR) · Im Donghjon · I Cshanghvan · Pak Kjongmo (1.) · 225-227 |          |

Női
| Versenyző                                         | Versenyszám | Selejtező | Selejtező | 64-es főtábla                                     | 32-es főtábla                      | Nyolcaddöntő                                                         | Negyeddöntő                                                                | Elődöntő          | Döntő             | Helyezés |
| Versenyző                                         | Versenyszám | Pont      | Kiemelt   | Ellenfél Eredmény                                 | Ellenfél Eredmény                  | Ellenfél Eredmény                                                    | Ellenfél Eredmény                                                          | Ellenfél Eredmény | Ellenfél Eredmény | Helyezés |
| ------------------------------------------------- | ----------- | --------- | --------- | ------------------------------------------------- | ---------------------------------- | -------------------------------------------------------------------- | -------------------------------------------------------------------------- | ----------------- | ----------------- | -------- |
| Pia Carmen Lionetti                               | Egyéni      | 613       | 51.       | Bérengère Schuh (FRA) (14.) · 107-112             | kiesett                            | kiesett                                                              | kiesett                                                                    | kiesett           | kiesett           | 34.**    |
| Elena Tonetta                                     | Egyéni      | 595       | 55.       | Ana María Rendón (COL) (10.) · 106 (+9)-106 (+10) | kiesett                            | kiesett                                                              | kiesett                                                                    | kiesett           | kiesett           | 37.**    |
| Natalia Valeeva                                   | Egyéni      | 634       | 30.       | Anasztaszija Bannova (KAZ) (35.) · 107-105        | Csu Hjondzsong (KOR) (3.) · 108110 | kiesett                                                              | kiesett                                                                    | kiesett           | kiesett           | 19.      |
| Pia Carmen Lionetti Elena Tonetta Natalia Valeeva | Csapat      | 1842      | 9.        |                                                   |                                    | Tajvan (TPE) · Wei Pi-Hsiu · Wu Hui-Ju · Yuan Shu-Chi (8.) · 215-211 | Dél-Korea (KOR) · Csu Hjondzsong · Pak Szonghjon · Jun Okhi (1.) · 217-231 | kiesett           | kiesett           | 5.       |

* - egy másik versenyzővel azonos eredményt ért el

** - két másik versenyzővel azonos eredményt ért el

## Kajak-kenu

### Síkvízi
Férfi
| Versenyző                                                     | Versenyszám         | Előfutam | Előfutam | Előfutam | Elődöntő | Elődöntő | Elődöntő | Döntő    | Döntő    |
| Versenyző                                                     | Versenyszám         | Idő      | Hely.    | Össz.    | Idő      | Hely.    | Össz.    | Idő      | Helyezés |
| ------------------------------------------------------------- | ------------------- | -------- | -------- | -------- | -------- | -------- | -------- | -------- | -------- |
| Michele Zerial                                                | Kajak egyes 500 m   | 1:36,950 | 3.       | 7.       | 1:42,931 | 4.       | 10.      | kiesett  | kiesett  |
| Andrea Facchin Antonio Scaduto                                | Kajak kettes 500 m  | 1:30,240 | 3.D      | 6.       |          |          |          | 1:31,934 | 9.       |
| Andrea Facchin Antonio Scaduto                                | Kajak kettes 1000 m | 3:18,897 | 2.D      | 5.       |          |          |          | 3:14,750 |          |
| Franco Benedini Luca Piemonte Alberto Ricchetti Antonio Rossi | Kajak négyes 1000 m | 2:58,627 | 2. D     | 4.       |          |          |          | 2:57,626 | 4.       |

Női
| Versenyző                                                       | Versenyszám        | Előfutam | Előfutam | Előfutam | Elődöntő | Elődöntő | Elődöntő | Döntő    | Döntő    |
| Versenyző                                                       | Versenyszám        | Idő      | Hely.    | Össz.    | Idő      | Hely.    | Össz.    | Idő      | Helyezés |
| --------------------------------------------------------------- | ------------------ | -------- | -------- | -------- | -------- | -------- | -------- | -------- | -------- |
| Josefa Idem-Guerrini                                            | Kajak egyes 500 m  | 1:48,864 | 1.D      | 1.       |          |          |          | 1:50,677 |          |
| Stefania Cicali Fabiana Sgroi                                   | Kajak kettes 500 m | 1:47,018 | 6.       | 12.      | 1:46,163 | 6.       | 6.       | kiesett  | kiesett  |
| Stefania Cicali Alice Fagioli Alessandra Galiotto Fabiana Sgroi | Kajak négyes 500 m | 1:37,436 | 4.       | 7.       | 1:37,887 | 3.       | 3.       | 1:36,770 | 8.       |

### Szlalom
Férfi
| Versenyző                   | Versenyszám | Selejtező | Selejtező | Selejtező | Selejtező | Selejtező  | Selejtező  | Elődöntő | Elődöntő | Döntő  | Döntő | Összesítés | Összesítés |
| Versenyző                   | Versenyszám | 1. futam  | 1. futam  | 2. futam  | 2. futam  | Összesítés | Összesítés | Elődöntő | Elődöntő | Döntő  | Döntő | Összesítés | Összesítés |
| Versenyző                   | Versenyszám | Pont      | Hely.     | Pont      | Hely.     | Pont       | Hely.      | Pont     | Hely.    | Pont   | Hely. | Pont       | Helyezés   |
| --------------------------- | ----------- | --------- | --------- | --------- | --------- | ---------- | ---------- | -------- | -------- | ------ | ----- | ---------- | ---------- |
| Daniele Molmenti            | Kajak egyes | 85,13     | 5.        | 83,46     | 3.        | 168,59     | 3.         | 88,56    | 8.       | 142,37 | 10.   | 230,93     | 10.        |
| Andrea Benetti Erik Masoero | Kenu kettes | 100,08    | 9.        | 102,20    | 9.        | 202,28     | 8.         | 103,64   | 6.       | 100,48 | 5.    | 204,12     | 5.         |

Női
| Versenyző                | Versenyszám | Selejtező | Selejtező | Selejtező | Selejtező | Selejtező  | Selejtező  | Elődöntő | Elődöntő | Döntő  | Döntő | Összesítés | Összesítés |
| Versenyző                | Versenyszám | 1. futam  | 1. futam  | 2. futam  | 2. futam  | Összesítés | Összesítés | Elődöntő | Elődöntő | Döntő  | Döntő | Összesítés | Összesítés |
| Versenyző                | Versenyszám | Pont      | Hely.     | Pont      | Hely.     | Pont       | Hely.      | Pont     | Hely.    | Pont   | Hely. | Pont       | Helyezés   |
| ------------------------ | ----------- | --------- | --------- | --------- | --------- | ---------- | ---------- | -------- | -------- | ------ | ----- | ---------- | ---------- |
| Maria Cristina Giai Pron | Kajak egyes | 102,75    | 9.        | 100,95    | 9.        | 203,70     | 9.         | 104,52   | 5.       | 251,26 | 10.   | 355,78     | 10.        |

## Kerékpározás

### BMX
| Versenyző        | Versenyszám | Selejtező | Selejtező | Negyeddöntő | Negyeddöntő | Elődöntő | Elődöntő | Döntő   | Döntő    |
| Versenyző        | Versenyszám | Idő       | Helyezés  | Pont        | Helyezés    | Pont     | Helyezés | Idő     | Helyezés |
| ---------------- | ----------- | --------- | --------- | ----------- | ----------- | -------- | -------- | ------- | -------- |
| Manuel de Vecchi | Férfi       | 36,351    | 10.       | 11          | 3.          | 20       | 8.       | kiesett | kiesett  |

### Hegyi-kerékpározás
| Versenyző             | Versenyszám        | Idő              | Helyezés |
| --------------------- | ------------------ | ---------------- | -------- |
| Marco Aurelio Fontana | Férfi terepverseny | 1:59:59 (+4:00)  | 5.       |
| Yader Zoli            | Férfi terepverseny | 1 kör hátrány    | 30.      |
| Eva Lechner           | Női terepverseny   | 1:58:22 (+13:11) | 16.      |

### Országúti kerékpározás
Férfi
| Versenyző         | Versenyszám   | Idő                   | Helyezés      |
| ----------------- | ------------- | --------------------- | ------------- |
| Paolo Bettini     | Mezőnyverseny | 6:24:24 (+0:35)       | 17.           |
| Marzio Bruseghin  | Mezőnyverseny | 6:34:26 (+10:37)      | 62.           |
| Marzio Bruseghin  | Időfutam      | 1:06:20,95 (+4:09,52) | 21.           |
| Vincenzo Nibali   | Időfutam      | 1:05:36,01 (+3:24,58) | 14.           |
| Vincenzo Nibali   | Mezőnyverseny | nem ért célba         | nem ért célba |
| Franco Pellizotti | Mezőnyverseny | 6:31:06 (+7:17)       | 49.           |
| Davide Rebellin   | Mezőnyverseny | kizárták              | kizárták      |

Női
| Versenyző       | Versenyszám   | Idő                 | Helyezés      |
| --------------- | ------------- | ------------------- | ------------- |
| Noemi Cantele   | Mezőnyverseny | 3:32:45 (+0:21)     | 15.           |
| Vera Carrara    | Mezőnyverseny | nem ért célba       | nem ért célba |
| Tatiana Guderzo | Mezőnyverseny | 3:32:24             |               |
| Tatiana Guderzo | Időfutam      | 36:37,97 (+1:46,25) | 12.           |

### Pálya-kerékpározás
Sprintversenyek
| Versenyző       | Versenyszám         | Selejtező | Selejtező | 1. forduló                       | Vigaszág               | Vigaszág | 2. forduló                      | Vigaszág                                                   | Vigaszág | 9–12. helyért                                                             | 9–12. helyért | 5–8. helyért         | 5–8. helyért | Elődöntő             | Döntő                | Helyezés |
| Versenyző       | Versenyszám         | Idő       | Hely.     | Ellenfél Győztes idő             | Ellenfelek Győztes idő | Hely.    | Ellenfél Győztes idő            | Ellenfelek Győztes idő                                     | Hely.    | Ellenfelek Győztes idő                                                    | Hely.         | Ellenfél Győztes idő | Hely.        | Ellenfél Győztes idő | Ellenfél Győztes idő | Helyezés |
| --------------- | ------------------- | --------- | --------- | -------------------------------- | ---------------------- | -------- | ------------------------------- | ---------------------------------------------------------- | -------- | ------------------------------------------------------------------------- | ------------- | -------------------- | ------------ | -------------------- | -------------------- | -------- |
| Roberto Chiappa | Férfi egyéni sprint | 10,314    | 8.        | Vatanabe Kazunari (JPN) · 10,786 |                        |          | Mickael Bourgain (FRA) · 10,734 | Mohd Azizulhasni Awang (MAS) · Stefan Nimke (GER) · 11,010 | 3.       | Stefan Nimke (GER) · Ryan Bayley (AUS) · Vatanabe Kazunari (JPN) · 11,051 | 2.            |                      |              |                      |                      | 10.      |

Keirin
| Versenyző       | Versenyszám  | 1. forduló | Vigaszág | 2. forduló | Döntő    | Helyezés |
| Versenyző       | Versenyszám  | Helyezés   | Helyezés | Helyezés   | Helyezés | Helyezés |
| --------------- | ------------ | ---------- | -------- | ---------- | -------- | -------- |
| Roberto Chiappa | Férfi keirin | kizárták   | 5.       | kiesett    | kiesett  | 25.      |

Pontversenyek
| Versenyző                    | Versenyszám       | Pont | Helyezés |
| ---------------------------- | ----------------- | ---- | -------- |
| Angelo Ciccone               | Férfi pontverseny | 8    | 13.      |
| Vera Carrara                 | Női pontverseny   | 1    | 14.      |
| Angelo Ciccone Fabio Masotti | Férfi madison     | 0    | 14.      |

## Labdarúgás

### Férfi
| #               | Név                    | Klub       | Születési idő és életkor         | Játszott | Gól     | Sárga lap | sárga lap · 2. sárga lap · kiállítva | kiállítva |
| Kapusok         | Kapusok                | Kapusok    | Kapusok                          | Kapusok  | Kapusok | Kapusok   | Kapusok                              | Kapusok   |
| --------------- | ---------------------- | ---------- | -------------------------------- | -------- | ------- | --------- | ------------------------------------ | --------- |
| 1               | Emiliano Viviano       | Brescia    | 1985. december 1. (22 évesen)    | 4        | 0       | 0         | 0                                    | 1         |
| 18              | Andrea Consigli        | Atalanta   | 1987. január 27. (21 évesen)     | (1)      | 0       | 0         | 0                                    | 0         |
| Védők           |                        |            |                                  |          |         |           |                                      |           |
| 2               | Marco Motta            | Udinese    | 1986. május 14. (22 évesen)      | 2        | 0       | 0         | 0                                    | 0         |
| 3               | Paolo De Ceglie        | Juventus   | 1986. szeptember 17. (21 évesen) | 3        | 0       | 0         | 0                                    | 0         |
| 6               | Domenico Criscito      | Genoa      | 1986. december 30. (21 évesen)   | 3        | 0       | 0         | 0                                    | 0         |
| 13              | Andrea Coda            | Udinese    | 1985. április 25. (23 évesen)    | 2(1)     | 0       | 0         | 0                                    | 0         |
| 15              | Salvatore Bocchetti    | Genoa      | 1986. november 30. (21 évesen)   | 4        | 0       | 1         | 0                                    | 0         |
| 16              | Lorenzo De Silvestri   | Lazio      | 1988. május 23. (20 évesen)      | 2        | 0       | 1         | 0                                    | 0         |
| Középpályások   |                        |            |                                  |          |         |           |                                      |           |
| 4               | Antonio Nocerino (csk) | Palermo    | 1985. április 9. (23 évesen)     | 4        | 0       | 1         | 0                                    | 0         |
| 5               | Luca Cigarini          | Parma      | 1986. június 20. (22 évesen)     | 3(1)     | 0       | 1         | 0                                    | 0         |
| 7               | Riccardo Montolivo     | Fiorentina | 1985. január 18. (23 évesen)     | 4        | 1       | 1         | 0                                    | 0         |
| 8               | Claudio Marchisio      | Juventus   | 1986. január 19. (22 évesen)     | (1)      | 0       | 0         | 0                                    | 0         |
| 12              | Daniele Dessena        | Sampdoria  | 1987. május 10. (21 évesen)      | 1(1)     | 0       | 0         | 0                                    | 0         |
| 20              | Antonio Candreva       | Livorno    | 1987. február 28. (21 évesen)    | (2)      | 0       | 0         | 0                                    | 0         |
| 21              | Andrea Russotto        | Napoli     | 1988. március 25. (20 évesen)    | 0        | 0       | 0         | 0                                    | 0         |
| Támadók         |                        |            |                                  |          |         |           |                                      |           |
| 9               | Tommaso Rocchi         | Lazio      | 1977. szeptember 19. (30 évesen) | 1        | 1       | 0         | 0                                    | 0         |
| 10              | Sebastian Giovinco     | Juventus   | 1987. január 26. (21 évesen)     | 4        | 1       | 0         | 0                                    | 0         |
| 11              | Giuseppe Rossi         | Villareal  | 1987. február 1. (21 évesen)     | 4        | 4       | 1         | 0                                    | 0         |
| 14              | Robert Acquafresca     | Cagliari   | 1987. szeptember 11. (20 évesen) | 3(1)     | 1       | 0         | 0                                    | 0         |
| 17              | Ignazio Abate          | Torino     | 1986. november 12. (21 évesen)   | (4)      | 0       | 1         | 0                                    | 0         |
| Szövetségi edző |                        |            |                                  |          |         |           |                                      |           |
|                 | Pierluigi Casiraghi    | ITA        | 1969. március 4. (39 évesen)     |          |         |           |                                      |           |

- Kor: 2008. augusztus 7-i kora

#### Eredmények
D csoport
| Nemzet            | M | Gy | D | V | G+ | G- | Gk | P |
| ----------------- | - | -- | - | - | -- | -- | -- | - |
| Olaszország (ITA) | 3 | 2  | 1 | 0 | 6  | 0  | +6 | 7 |
| Kamerun (CMR)     | 3 | 1  | 2 | 0 | 2  | 1  | +1 | 5 |
| Dél-Korea (KOR)   | 3 | 1  | 1 | 1 | 2  | 4  | –2 | 4 |
| Honduras (HON)    | 3 | 0  | 0 | 3 | 0  | 5  | –5 | 0 |

| 2008. augusztus 7. 17:00 |

| Honduras (HON) | 0–3               | Olaszország (ITA)                                            |
| -------------- | ----------------- | ------------------------------------------------------------ |
|                | (0–2) Jegyzőkönyv | Giovinco 41' Rossi 45' (11-esből) Acquafresca 52' (11-esből) |

| Csinhuangtaói Olimpiai Stadion, Csinhuangtao Nézőszám: 21 680 Játékvezető: Damir Skomina (szlovén) |

| 2008. augusztus 10. 19:45 |

| Olaszország (ITA)                  | 3–0               | Dél-Korea (KOR) |
| ---------------------------------- | ----------------- | --------------- |
| Rossi 15' Rocchi 31' Montolivo 90' | (2–0) Jegyzőkönyv |                 |

| Csinhuangtaói Olimpiai Stadion, Csinhuangtao Nézőszám: 29 455 Játékvezető: Thomas Einwaller (osztrák) |

| 2008. augusztus 13. 17:00 |

| Kamerun (CMR) | 0–0         | Olaszország (ITA) |
| ------------- | ----------- | ----------------- |
| Mandjeck 32′  | Jegyzőkönyv |                   |

| Tiencsini Olimpiai Stadion, Tiencsin Nézőszám: 47 307 Játékvezető: Martín Vázquez (uruguayi) |

Negyeddöntő
| 2008. augusztus 16. 18:00 |

| Olaszország (ITA)                               | 2–3               | Belgium (BEL)                                |
| ----------------------------------------------- | ----------------- | -------------------------------------------- |
| Rossi 18' (11-esből) 74' (11-esből) Viviano 80′ | (1–2) Jegyzőkönyv | Vermaelen 17′ Dembélé 23' 79' Mirallas 45+2' |

| Munkás Stadion, Peking Nézőszám: 50 802 Játékvezető: Héctor Baldassi (argentin) |

| Csapat            | Helyezés |
| ----------------- | -------- |
| Olaszország (ITA) | 5.       |

## Lovaglás
Díjlovaglás
| Versenyző           | Ló       | Versenyszám | 1. kör | 1. kör | 2. kör  | 2. kör  | 3. kör  | 3. kör  | Végeredmény | Végeredmény |
| Versenyző           | Ló       | Versenyszám | Pont   | Hely.  | Pont    | Hely.   | Pont    | Hely.   | Pont        | Helyezés    |
| ------------------- | -------- | ----------- | ------ | ------ | ------- | ------- | ------- | ------- | ----------- | ----------- |
| Pierluigi Sangiorgi | Flourian | Egyéni      | 61,875 | 36.*   | kiesett | kiesett | kiesett | kiesett | kiesett     | kiesett     |

Lovastusa
| Versenyző                                                                          | Ló                                                        | Versenyszám | Díjlovaglás | Díjlovaglás | Tereplovaglás | Tereplovaglás | Tereplovaglás | Díjugratás | Díjugratás | Díjugratás | Díjugratás | Végeredmény | Végeredmény |
| Versenyző                                                                          | Ló                                                        | Versenyszám | Díjlovaglás | Díjlovaglás | Tereplovaglás | Tereplovaglás | Tereplovaglás | 1. kör     | 1. kör     | 2. kör     | 2. kör     | Végeredmény | Végeredmény |
| Versenyző                                                                          | Ló                                                        | Versenyszám | Bünt.       | Hely.       | Bünt.         | Hely.         | Össz.         | Bünt.      | Hely.      | Bünt.      | Hely.      | Bünt.       | Helyezés    |
| ---------------------------------------------------------------------------------- | --------------------------------------------------------- | ----------- | ----------- | ----------- | ------------- | ------------- | ------------- | ---------- | ---------- | ---------- | ---------- | ----------- | ----------- |
| Susanna Bordone                                                                    | Ava                                                       | Egyéni      | 37,8        | 8.          | 28,8          | 35.           | 21.           | 20         | 48.        | 14         | 24.        | 100,6       | 23.         |
| Stefano Brecciaroli                                                                | Cappa Hill                                                | Egyéni      | 50,0        | 33.         | 62,0          | 49.           | 46.           | 4          | 19.        | kiesett    | kiesett    | 116,0       | 40.         |
| Fabio Magni                                                                        | Southern King V                                           | Egyéni      | 49,6        | 31.         | 70,0          | 51.           | 50.           | 0          | 1.         | kiesett    | kiesett    | 119,6       | 41.         |
| Vittoria Panizzon                                                                  | Rock Model                                                | Egyéni      | 50,6        | 35.         | 18,4          | 18.*          | 25.           | 0          | 1.         | 8          | 19.        | 77,0        | 16.         |
| Roberto Rotatori                                                                   | Irham De Viages                                           | Egyéni      | 40,0        | 12.         | 22,8          | 24.*          | 17.           | 28         | 52.        | kiesett    | kiesett    | 90,8        | 29.         |
| Susanna Bordone Stefano Brecciaroli Fabio Magni Vittoria Panizzon Roberto Rotatori | Ava Cappa Hill Southern King V Rock Model Irham De Viages | Csapat      | 127,4       | 5.          | 70,0          | 6.            | 4.            | 4          | 1.         |            |            | 246,4       | 6.          |

* - egy másik versenyzővel azonos eredményt ért el

## Műugrás
Férfi
| Versenyző           | Versenyszám        | Selejtező | Selejtező | Elődöntő | Elődöntő | Döntő   | Döntő    |
| Versenyző           | Versenyszám        | Pont      | Helyezés  | Pont     | Helyezés | Pont    | Helyezés |
| ------------------- | ------------------ | --------- | --------- | -------- | -------- | ------- | -------- |
| Nicola Marconi      | Egyéni műugrás     | 430,90    | 18.       | 444,55   | 14.      | kiesett | kiesett  |
| Tommaso Marconi     | Egyéni műugrás     | 360,15    | 28.       | kiesett  | kiesett  | kiesett | kiesett  |
| Francesco Dell’Uomo | Egyéni toronyugrás | 388,80    | 25.       | kiesett  | kiesett  | kiesett | kiesett  |

Női
| Versenyző                     | Versenyszám        | Selejtező | Selejtező | Elődöntő | Elődöntő | Döntő   | Döntő    |
| Versenyző                     | Versenyszám        | Pont      | Helyezés  | Pont     | Helyezés | Pont    | Helyezés |
| ----------------------------- | ------------------ | --------- | --------- | -------- | -------- | ------- | -------- |
| Maria Marconi                 | Egyéni műugrás     | 286,10    | 14.       | 277,50   | 17.      | kiesett | kiesett  |
| Tania Cagnotto                | Egyéni műugrás     | 332,90    | 6.        | 332,40   | 5.       | 349,20  | 5.       |
| Tania Cagnotto                | Egyéni toronyugrás | 328,30    | 11.       | 296,60   | 13.      | kiesett | kiesett  |
| Valentina Marocchi            | Egyéni toronyugrás | 313,05    | 15.       | 283,15   | 15.      | kiesett | kiesett  |
| Bátki Noémi Francesca Dallapè | Szinkron műugrás   |           |           |          |          | 296,70  | 6.       |

## Ökölvívás
| Versenyző           | Versenyszám     | Selejtező                           | Nyolcaddöntő                   | Negyeddöntő                  | Elődöntő                        | Döntő                       | Helyezés |
| Versenyző           | Versenyszám     | Ellenfél Eredmény                   | Ellenfél Eredmény              | Ellenfél Eredmény            | Ellenfél Eredmény               | Ellenfél Eredmény           | Helyezés |
| ------------------- | --------------- | ----------------------------------- | ------------------------------ | ---------------------------- | ------------------------------- | --------------------------- | -------- |
| Vincenzo Picardi    | Légsúly         | Cassius Chiyanika (ZAM) · 10-3      | Juan Carlos Payano (DOM) · 8-4 | Valíd Seríf (TUN) · 7-5      | Szomcsit Csongcsoho (THA) · 1-7 | kiesett                     |          |
| Vittorio Parrinello | Harmatsúly      |                                     | Voraphot Phetkhum (THA) · 1-12 | kiesett                      | kiesett                         | kiesett                     | 9.       |
| Alessio di Savino   | Pehelysúly      | Raynell Williams (USA) · 1-9        | kiesett                        | kiesett                      | kiesett                         | kiesett                     | 17.      |
| Domenico Valentino  | Könnyűsúly      | et-Táhar et-Tamszamáni (MAR) · 15-4 | Yordenis Ugas (CUB) · 2-10     | kiesett                      | kiesett                         | kiesett                     | 9.       |
| Clemente Russo      | Nehézsúly       |                                     | Viktar Zujev (BLR) · 7-1       | Olekszandr Uszik (UKR) · 7-4 | Deontay Wilder (USA) · 7-1      | Rahim Csahkijev (RUS) · 2-4 |          |
| Roberto Cammarelle  | Szupernehézsúly |                                     | Marko Tomasović (CRO) · 13-1   | Óscar Rivas (COL) · 9-5      | David Price (GBR) · RSC         | Csang Cse-lej (CHN) · RSC   |          |

RSC - a játékvezető megállította a mérkőzést

## Öttusa
| Versenyző        | Versenyszám | Lövészet | Lövészet | Lövészet | Vívás    | Vívás | Vívás | Úszás   | Úszás | Úszás | Lovaglás | Lovaglás | Lovaglás | Lovaglás | Futás    | Futás | Futás | Összesen    | Összesen |
| Versenyző        | Versenyszám | Pontszám | Pont     | Hely.    | Eredmény | Pont  | Hely. | Idő     | Pont  | Hely. | Idő      | Hibapont | Pont     | Hely.    | Idő      | Pont  | Hely. | Összes pont | Helyezés |
| ---------------- | ----------- | -------- | -------- | -------- | -------- | ----- | ----- | ------- | ----- | ----- | -------- | -------- | -------- | -------- | -------- | ----- | ----- | ----------- | -------- |
| Nicola Benedetti | Férfi       | 183      | 1132     | 14.      | 16-19    | 784   | 21.   | 2:15,10 | 1180  | 34.   | 1:09,15  | 144      | 1056     | 16.      | 9:12,77  | 1192  | 3.    | 5344        | 14.      |
| Andrea Valentini | Férfi       | 182      | 1120     | 16.      | 18-17    | 832   | 13.   | 2:11,70 | 1220  | 33.   | 1:32,13  | 228      | 972      | 22.      | 9:24,82  | 1144  | 12.   | 5288        | 17.      |
| Claudia Corsini  | Női         | 184      | 1144     | 8.       | 14-21    | 736   | 28.   | 2:19,22 | 1252  | 18.   | 1:09,83  | 84       | 1116     | 17.      | 10:40,01 | 1160  | 12.   | 5408        | 14.      |
| Sara Bertoli     | Női         | 174      | 1024     | 27.      | 13-22    | 712   | 29.*  | 2:21,92 | 1220  | 23.   | 1:47,07  | 328      | 872      | 34.      | 10:48,46 | 1128  | 17.   | 4956        | 32.      |

* - egy másik versenyzővel azonos eredményt ért el

## Röplabda

### Férfi
| #    | Név                 | Klub                              | Kor                             | Magasság |
| ---- | ------------------- | --------------------------------- | ------------------------------- | -------- |
| 1    | Luigi Mastrangelo   | M. Roma Volley                    | 1975. augusztus 17. (32 évesen) | 202 cm   |
| 3    | Mauro Gavotto       | Acqua Paradiso Gabeca Montichiari | 1979. április 16. (29 évesen)   | 201 cm   |
| 5    | Valerio Vermiglio   | Sparkling Milano                  | 1976. március 1. (32 évesen)    | 190 cm   |
| 6    | Marco Meoni         | Pallavolo Piacenza                | 1973. május 25. (35 évesen)     | 197 cm   |
| 7    | Alessandro Paparoni | AS Volley Lube Macerata           | 1981. augusztus 17. (26 évesen) | 191 cm   |
| 8    | Alberto Cisolla     | Sisley Volley Treviso             | 1977. október 10. (30 évesen)   | 197 cm   |
| 9    | Matteo Martino      | Sparkling Milano                  | 1987. január 28. (21 évesen)    | 197 cm   |
| 11   | Hristo Zlatanov     | Pallavolo Piacenza                | 1976. április 21. (32 évesen)   | 204 cm   |
| 12   | Mirko Corsano       | Lube Banca Macerata               | 1973. október 28. (34 évesen)   | 190 cm   |
| 14   | Alessandro Fei      | Sisley Volley Treviso             | 1978. november 29. (29 évesen)  | 204 cm   |
| 15   | Emanuele Birarelli  | Iats Diatec Trentino              | 1981. február 8. (27 évesen)    | 200 cm   |
| 16   | Vigor Bovolenta     | Copra Piacenza                    | 1974. május 30. (34 évesen)     | 202 cm   |
| Edző |                     |                                   |                                 |          |
|      | Andrea Anastasi     |                                   |                                 |          |

- Kor: 2008. augusztus 10-i kora

#### Eredmények
Csoportkör
A csoport
|                        |      | Mérkőzések | Mérkőzések | Pontok | Pontok | Pontok | Szettek | Szettek | Szettek |
| Csapat                 | Pont | Gy         | V          | P+     | P–     | PA     | Sz+     | Sz–     | SzA     |
| ---------------------- | ---- | ---------- | ---------- | ------ | ------ | ------ | ------- | ------- | ------- |
| Egyesült Államok (USA) | 10   | 5          | 0          | 460    | 371    | 1,240  | 15      | 4       | 3,750   |
| Olaszország (ITA)      | 9    | 4          | 1          | 439    | 401    | 1,095  | 13      | 6       | 2,167   |
| Bulgária (BUL)         | 8    | 3          | 2          | 446    | 440    | 1,014  | 10      | 9       | 1,111   |
| Kína (CHN)             | 7    | 2          | 3          | 445    | 492    | 0,904  | 9       | 13      | 0,692   |
| Venezuela (VEN)        | 6    | 1          | 4          | 421    | 451    | 0,933  | 8       | 12      | 0,667   |
| Japán (JPN)            | 5    | 0          | 5          | 392    | 448    | 0,875  | 4       | 15      | 0,267   |

| 2008. augusztus 10. 12:10 | Olaszország (ITA)                        | 3–1 | Japán (JPN) | Beijing Institute of Technology Gymnasium, Peking Nézőszám: 3000 Játékvezető: Humberto Salas (MEX), Victor Rodriguez (PUR) |
| 2008. augusztus 10. 12:10 | (25–19, 25–18, 23–25, 25–17) Jegyzőkönyv |     |             | Beijing Institute of Technology Gymnasium, Peking Nézőszám: 3000 Játékvezető: Humberto Salas (MEX), Victor Rodriguez (PUR) |

| 2008. augusztus 12. 12:30 | Egyesült Államok (USA)                   | 3–1 | Olaszország (ITA) | Capital Indoor Stadium, Peking Nézőszám: 12 500 Játékvezető: Ibrahim Al-Naama (QAT), Kun-Tae Kim (KOR) |
| 2008. augusztus 12. 12:30 | (24–26, 25–22, 25–15, 25–21) Jegyzőkönyv |     |                   | Capital Indoor Stadium, Peking Nézőszám: 12 500 Játékvezető: Ibrahim Al-Naama (QAT), Kun-Tae Kim (KOR) |

| 2008. augusztus 14. 10:00 | Olaszország (ITA)                 | 3–0 | Venezuela (VEN) | Beijing Institute of Technology Gymnasium, Peking Nézőszám: 3300 Játékvezető: Mohammad Shahmiri (IRI), Mitch Davidson (CAN) |
| 2008. augusztus 14. 10:00 | (25–21, 25–20, 25–21) Jegyzőkönyv |     |                 | Beijing Institute of Technology Gymnasium, Peking Nézőszám: 3300 Játékvezető: Mohammad Shahmiri (IRI), Mitch Davidson (CAN) |

| 2008. augusztus 16. 14:50 | Olaszország (ITA)                 | 3–0 | Bulgária (BUL) | Capital Indoor Stadium, Peking Nézőszám: 8000 Játékvezető: Umit Sokullu (TUR), Mohammad Shahmiri (IRI) |
| 2008. augusztus 16. 14:50 | (25–20, 25–21, 25–16) Jegyzőkönyv |     |                | Capital Indoor Stadium, Peking Nézőszám: 8000 Játékvezető: Umit Sokullu (TUR), Mohammad Shahmiri (IRI) |

| 2008. augusztus 18. 20:00 | Kína (CHN)                                      | 2–3 | Olaszország (ITA) | Capital Indoor Stadium, Peking Nézőszám: 12 500 Játékvezető: Mitch Davidson (CAN), Humberto Salas (MEX) |
| 2008. augusztus 18. 20:00 | (17–25, 23–25, 25–21, 25–20, 14–16) Jegyzőkönyv |     |                   | Capital Indoor Stadium, Peking Nézőszám: 12 500 Játékvezető: Mitch Davidson (CAN), Humberto Salas (MEX) |

Negyeddöntő
| 2008. augusztus 20. 12:15 | Olaszország (ITA)                               | 3–2 | Lengyelország (POL) | Capital Indoor Stadium, Peking Nézőszám: 8000 Játékvezető: Umit Sokullu (TUR), Patrick Deregnaucourt (FRA) |
| 2008. augusztus 20. 12:15 | (25–19, 25–22, 18–25, 26–28, 17–15) Jegyzőkönyv |     |                     | Capital Indoor Stadium, Peking Nézőszám: 8000 Játékvezető: Umit Sokullu (TUR), Patrick Deregnaucourt (FRA) |

Elődöntő
| 2008. augusztus 22. 20:00 | Olaszország (ITA)                        | 1–3 | Brazília (BRA) | Capital Indoor Stadium, Peking Nézőszám: 12 500 Játékvezető: Kun-Tae Kim (KOR), Humberto Salas (MEX) |
| 2008. augusztus 22. 20:00 | (25–19, 18–25, 21–25, 22–25) Jegyzőkönyv |     |                | Capital Indoor Stadium, Peking Nézőszám: 12 500 Játékvezető: Kun-Tae Kim (KOR), Humberto Salas (MEX) |

Bronzmérkőzés
| 2008. augusztus 24. 10:00 | Oroszország (RUS)                 | 3–0 | Olaszország (ITA) | Capital Indoor Stadium, Peking Nézőszám: 11 500 Játékvezető: Frank Leuthauser (GER), Dejan Jovanovic (SRB) |
| 2008. augusztus 24. 10:00 | (25–22, 25–19, 25–23) Jegyzőkönyv |     |                   | Capital Indoor Stadium, Peking Nézőszám: 11 500 Játékvezető: Frank Leuthauser (GER), Dejan Jovanovic (SRB) |

| Csapat            | Helyezés |
| ----------------- | -------- |
| Olaszország (ITA) | 4.       |

### Női
| #    | Név                   | Klub                | Kor                              | Magasság |
| ---- | --------------------- | ------------------- | -------------------------------- | -------- |
| 3    | Paola Croce           | Bergamo             | 1978. március 6. (30 évesen)     | 167 cm   |
| 4    | Nadia Centoni         | RC Cannes           | 1981. június 19. (27 évesen)     | 182 cm   |
| 7    | Martina Guiggi        | Pesaro              | 1984. május 1. (24 évesen)       | 183 cm   |
| 8    | Jenny Barazza         | Bergamo             | 1981. június 24. (27 évesen)     | 188 cm   |
| 9    | Manuela Secolo        | Chieri              | 1977. február 22. (31 évesen)    | 180 cm   |
| 10   | Paola Cardullo        | Asystel Novara      | 1982. március 18. (26 évesen)    | 162 cm   |
| 11   | Serena Ortolani       | Busto Arsizio       | 1987. január 7. (21 évesen)      | 187 cm   |
| 12   | Francesca Piccinini   | Bergamo             | 1979. január 10. (29 évesen)     | 184 cm   |
| 13   | Francesca Ferretti    | Robursport Pesaro   | 1984. február 15. (24 évesen)    | 180 cm   |
| 14   | Eleonora Lo Bianco    | Bergamo             | 1979. december 22. (28 évesen)   | 171 cm   |
| 16   | Taismary Aguero Leiva | Türk Telekom Ankara | 1977. március 5. (31 évesen)     | 177 cm   |
| 17   | Simona Gioli          | Perugia             | 1977. szeptember 17. (30 évesen) | 188 cm   |
| Edző |                       |                     |                                  |          |
|      | Massimo Barbolini     |                     |                                  |          |

- Kor: 2008. augusztus 9-i kora

#### Eredmények
Csoportkör
B csoport
|                   |      | Mérkőzések | Mérkőzések | Pontok | Pontok | Pontok | Szettek | Szettek | Szettek |
| Csapat            | Pont | Gy         | V          | P+     | P–     | PA     | Sz+     | Sz–     | SzA     |
| ----------------- | ---- | ---------- | ---------- | ------ | ------ | ------ | ------- | ------- | ------- |
| Brazília (BRA)    | 10   | 5          | 0          | 377    | 226    | 1,668  | 15      | 0       | MAX     |
| Olaszország (ITA) | 9    | 4          | 1          | 372    | 315    | 1,181  | 12      | 4       | 3,500   |
| Oroszország (RUS) | 8    | 3          | 2          | 353    | 312    | 1,131  | 10      | 6       | 1,667   |
| Szerbia (SRB)     | 7    | 2          | 3          | 343    | 349    | 0,983  | 6       | 10      | 0,600   |
| Kazahsztán (KAZ)  | 6    | 1          | 4          | 323    | 404    | 0,800  | 4       | 13      | 0,308   |
| Algéria (ALG)     | 5    | 0          | 5          | 230    | 392    | 0,587  | 1       | 15      | 0,067   |

| 2008. augusztus 9. 10:00 | Olaszország (ITA)                        | 3–1 | Oroszország (RUS) | Beijing Institute of Technology Gymnasium, Peking Nézőszám: 3100 Játékvezető: Frank Leuthauser (GER), Karin Zahorcova (CZE) |
| 2008. augusztus 9. 10:00 | (25–20, 17–25, 25–16, 25–23) Jegyzőkönyv |     |                   | Beijing Institute of Technology Gymnasium, Peking Nézőszám: 3100 Játékvezető: Frank Leuthauser (GER), Karin Zahorcova (CZE) |

| 2008. augusztus 11. 12:00 | Kazahsztán (KAZ)                  | 0–3 | Olaszország (ITA) | Beijing Institute of Technology Gymnasium, Peking Nézőszám: 3100 Játékvezető: Patricia Salvatore (USA), Humberto Salas (MEX) |
| 2008. augusztus 11. 12:00 | (19–25, 15–25, 21–25) Jegyzőkönyv |     |                   | Beijing Institute of Technology Gymnasium, Peking Nézőszám: 3100 Játékvezető: Patricia Salvatore (USA), Humberto Salas (MEX) |

| 2008. augusztus 13. 10:00 | Olaszország (ITA)                | 3–0 | Algéria (ALG) | Beijing Institute of Technology Gymnasium, Peking Nézőszám: 3400 Játékvezető: Karin Zahorcova (CZE), Janpen Jirakakul (THA) |
| 2008. augusztus 13. 10:00 | (25–7, 25–20, 25–12) Jegyzőkönyv |     |               | Beijing Institute of Technology Gymnasium, Peking Nézőszám: 3400 Játékvezető: Karin Zahorcova (CZE), Janpen Jirakakul (THA) |

| 2008. augusztus 15. 14:30 | Szerbia (SRB)                     | 0–3 | Olaszország (ITA) | Capital Indoor Stadium, Peking Nézőszám: 11 000 Játékvezető: Frans Loderus (NED), Frank Leuthauser (GER) |
| 2008. augusztus 15. 14:30 | (23–25, 20–25, 19–25) Jegyzőkönyv |     |                   | Capital Indoor Stadium, Peking Nézőszám: 11 000 Játékvezető: Frans Loderus (NED), Frank Leuthauser (GER) |

| 2008. augusztus 17. 15:15 | Olaszország (ITA)                 | 0–3 | Brazília (BRA) | Capital Indoor Stadium, Peking Nézőszám: 10 500 Játékvezető: Humberto Salas (MEX), Mitch Davidson (CAN) |
| 2008. augusztus 17. 15:15 | (16–25, 22–25, 17–25) Jegyzőkönyv |     |                | Capital Indoor Stadium, Peking Nézőszám: 10 500 Játékvezető: Humberto Salas (MEX), Mitch Davidson (CAN) |

Negyeddöntő
| 2008. augusztus 19. 22:00 | Egyesült Államok (USA)                         | 3–2 | Olaszország (ITA) | Capital Indoor Stadium, Peking Nézőszám: 10 000 Játékvezető: Francisco de Souza (BRA), Osamu Sakaide (JPN) |
| 2008. augusztus 19. 22:00 | (20–25, 25–21, 19–25, 25–18, 15–6) Jegyzőkönyv |     |                   | Capital Indoor Stadium, Peking Nézőszám: 10 000 Játékvezető: Francisco de Souza (BRA), Osamu Sakaide (JPN) |

| Csapat            | Helyezés |
| ----------------- | -------- |
| Olaszország (ITA) | 5.       |

### Strandröplabda

#### Férfi
| Versenyző                    | Csoportkör | Csoportkör | 16 közé jutásért  | Nyolcaddöntő      | Negyeddöntő       | Elődöntő          | Döntő             | Helyezés |
| Versenyző                    | Ellenfél Eredmény | Hely.      | Ellenfél Eredmény | Ellenfél Eredmény | Ellenfél Eredmény | Ellenfél Eredmény | Ellenfél Eredmény | Helyezés |
| ---------------------------- | --- | ---------- | ----------------- | ----------------- | ----------------- | ----------------- | ----------------- | -------- |
| Eugenio Amore Riccardo Lione | D csoport · Brazília (BRA) · Márcio Araújo · Fabio Luiz Magalhães · 18-21, 18-21 · Oroszország (RUS) · Dmitrij Barszuk · Igor Kologyinszkij · 17-21, 13-21 · Ausztria (AUT) · Clemens Doppler · Peter Gartmayer · 19-21, 22-24 | 4.         | kiesett           | kiesett           | kiesett           | kiesett           | kiesett           | 19.      |

## Sportlövészet
Férfi
| Versenyző           | Versenyszám           | Selejtező | Selejtező | Döntő   | Döntő    |
| Versenyző           | Versenyszám           | Pont      | Helyezés  | Pont    | Helyezés |
| ------------------- | --------------------- | --------- | --------- | ------- | -------- |
| Niccolo Campriani   | Légpuska              | 594       | 12.       | kiesett | kiesett  |
| Niccolo Campriani   | Sportpuska, fekvő     | 588       | 38.       | kiesett | kiesett  |
| Niccolo Campriani   | Sportpuska, összetett | 1153      | 39.       | kiesett | kiesett  |
| Marco De Nicolo     | Sportpuska, összetett | 1169      | 9.        | kiesett | kiesett  |
| Marco De Nicolo     | Sportpuska, fekvő     | 593       | 15.       | kiesett | kiesett  |
| Marco De Nicolo     | Légpuska              | 592       | 20.       | kiesett | kiesett  |
| Mauro Badaracchi    | Légpisztoly           | 571       | 39.       | kiesett | kiesett  |
| Vigilio Fait        | Légpisztoly           | 580       | 8.        | kiesett | kiesett  |
| Vigilio Fait        | Szabadpisztoly        | 551       | 27.       | kiesett | kiesett  |
| Francesco Bruno     | Szabadpisztoly        | 554       | 18.       | kiesett | kiesett  |
| Erminio Frasca      | Trap                  | 120       | 3.        | 140     | 6.       |
| Giovanni Pellielo   | Trap                  | 120       | 4.        | 143     |          |
| Francesco D'Aniello | Dupla trap            | 141       | 2.        | 187     |          |
| Daniele Di Spigno   | Dupla trap            | 135       | 10.       | kiesett | kiesett  |
| Andrea Benelli      | Skeet                 | 113       | 24.       | kiesett | kiesett  |
| Ennio Falco         | Skeet                 | 117       | 14.       | kiesett | kiesett  |

Női
| Versenyző          | Versenyszám           | Selejtező | Selejtező | Döntő   | Döntő    |
| Versenyző          | Versenyszám           | Pont      | Helyezés  | Pont    | Helyezés |
| ------------------ | --------------------- | --------- | --------- | ------- | -------- |
| Valentina Turisini | Légpuska              | 393       | 28.*      | kiesett | kiesett  |
| Valentina Turisini | Sportpuska, összetett | 579       | 15.       | kiesett | kiesett  |
| Maura Genovesi     | Légpisztoly           | 378       | 28.       | kiesett | kiesett  |
| Maura Genovesi     | Sportpisztoly         | 576       | 24.       | kiesett | kiesett  |
| Deborah Gelisio    | Trap                  | 66        | 7.        | kiesett | kiesett  |
| Chiara Cainero     | Skeet                 | 72        | 1.        | 93      |          |

* - egy másik versenyzővel azonos pontszámmal végzett

## Súlyemelés
Férfi
| Versenyző       | Esemény | Szakítás | Szakítás | Lökés                    | Lökés                    | Összesen | Helyezés |
| Versenyző       | Esemény | Eredmény | Helyezés | Eredmény                 | Helyezés                 | Összesen | Helyezés |
| --------------- | ------- | -------- | -------- | ------------------------ | ------------------------ | -------- | -------- |
| Vito Dellino    | 56 kg   | 110,0    | 15.      | 137,0                    | 14.                      | 247,0    | 14.      |
| Giorgio De Luca | 69 kg   | 131,0    | 21.      | érvényes kísérlet nélkül | érvényes kísérlet nélkül | kiesett  | kiesett  |
| Moreno Boer     | 105 kg  | 150,0    | 17.      | 170,0                    | 18.                      | 330,0    | 17.      |

Női
| Versenyző      | Esemény | Szakítás                 | Szakítás                 | Lökés    | Lökés    | Összesen | Helyezés |
| Versenyző      | Esemény | Eredmény                 | Helyezés                 | Eredmény | Helyezés | Összesen | Helyezés |
| -------------- | ------- | ------------------------ | ------------------------ | -------- | -------- | -------- | -------- |
| Genny Pagliaro | 48 kg   | érvényes kísérlet nélkül | érvényes kísérlet nélkül | kiesett  | kiesett  | kiesett  | kiesett  |

## Szinkronúszás
| Versenyző                     | Versenyszám | Technikai gyakorlat | Technikai gyakorlat | Selejtező        | Selejtező        | Selejtező  | Selejtező  | Döntő            | Döntő            | Döntő      | Döntő      | Helyezés |
| Versenyző                     | Versenyszám | Technikai gyakorlat | Technikai gyakorlat | Szabad gyakorlat | Szabad gyakorlat | Összesítés | Összesítés | Szabad gyakorlat | Szabad gyakorlat | Összesítés | Összesítés | Helyezés |
| Versenyző                     | Versenyszám | Pont                | Hely.               | Pont             | Hely.            | Pont       | Hely.      | Pont             | Hely.            | Pont       | Hely.      | Helyezés |
| ----------------------------- | ----------- | ------------------- | ------------------- | ---------------- | ---------------- | ---------- | ---------- | ---------------- | ---------------- | ---------- | ---------- | -------- |
| Beatrice Adelizzi Giulia Lapi | Páros       | 46,834              | 7.                  | 47,000           | 7.               | 47,000     | 7.         | 46,917           | 7.               | 93,751     | 7.         | 7.       |

## Taekwondo
Férfi
| Versenyző       | Versenyszám | Nyolcaddöntő                | Negyeddöntő              | Elődöntő               | Vigaszág elődöntő | Bronz- mérkőzés   | Döntő                 | Helyezés |
| Versenyző       | Versenyszám | Ellenfél Eredmény           | Ellenfél Eredmény        | Ellenfél Eredmény      | Ellenfél Eredmény | Ellenfél Eredmény | Ellenfél Eredmény     | Helyezés |
| --------------- | ----------- | --------------------------- | ------------------------ | ---------------------- | ----------------- | ----------------- | --------------------- | -------- |
| Mauro Sarmiento | Váltósúly   | Sebastien Konan (CIV) · 4-1 | Steven López (USA) · 2-1 | Aaron Cook (GBR) · 6-5 |                   |                   | Hádi Szái (IRI) · 4-6 |          |
| Leonardo Basile | Nehézsúly   | Ángel Matos (CUB) · 1-3     | kiesett                  | kiesett                |                   |                   |                       | 10.      |

Női
| Versenyző          | Versenyszám | Nyolcaddöntő             | Negyeddöntő                 | Elődöntő                 | Vigaszág elődöntő | Bronz- mérkőzés         | Döntő             | Helyezés |
| Versenyző          | Versenyszám | Ellenfél Eredmény        | Ellenfél Eredmény           | Ellenfél Eredmény        | Ellenfél Eredmény | Ellenfél Eredmény       | Ellenfél Eredmény | Helyezés |
| ------------------ | ----------- | ------------------------ | --------------------------- | ------------------------ | ----------------- | ----------------------- | ----------------- | -------- |
| Veronica Calabrese | Pehelysúly  | Doris Patiño (COL) · 2-0 | Bineta Diedhiou (SEN) · 3-0 | Im Szudzsong (KOR) · 1-5 |                   | Diana López (USA) · 2-3 |                   | 5.       |

## Tenisz
Férfi
| Versenyző                    | Versenyszám | 64-es főtábla                        | 32-es főtábla                                               | Nyolcaddöntő      | Negyeddöntő       | Elődöntő          | Bronz- mérkőzés   | Döntő             | Helyezés |
| Versenyző                    | Versenyszám | Ellenfél Eredmény                    | Ellenfél Eredmény                                           | Ellenfél Eredmény | Ellenfél Eredmény | Ellenfél Eredmény | Ellenfél Eredmény | Ellenfél Eredmény | Helyezés |
| ---------------------------- | ----------- | ------------------------------------ | ----------------------------------------------------------- | ----------------- | ----------------- | ----------------- | ----------------- | ----------------- | -------- |
| Simone Bolelli               | Egyes       | Victor Hănescu (ROU) · 5-7, 6-3, 4-6 | kiesett                                                     | kiesett           | kiesett           | kiesett           | kiesett           | kiesett           | 33.      |
| Andreas Seppi                | Egyes       | Tommy Robredo (ESP) · 6-4, 4-6, 8-6  | Tomáš Berdych (CZE) · 3-6, 6-7                              | kiesett           | kiesett           | kiesett           | kiesett           | kiesett           | 17.      |
| Potito Starace               | Egyes       | Rafael Nadal (ESP) · 2-6, 6-3, 2-6   | kiesett                                                     | kiesett           | kiesett           | kiesett           | kiesett           | kiesett           | 33.      |
| Simone Bolelli Andreas Seppi | Páros       |                                      | Svájc (SUI) · Roger Federer · Stanislas Wawrinka · 5-7, 1-6 | kiesett           | kiesett           | kiesett           | kiesett           | kiesett           | 17.      |

Női
| Versenyző                           | Versenyszám | 64-es főtábla                       | 32-es főtábla                                                              | Nyolcaddöntő                                                      | Negyeddöntő                                                             | Elődöntő          | Bronz- mérkőzés   | Döntő             | Helyezés |
| Versenyző                           | Versenyszám | Ellenfél Eredmény                   | Ellenfél Eredmény                                                          | Ellenfél Eredmény                                                 | Ellenfél Eredmény                                                       | Ellenfél Eredmény | Ellenfél Eredmény | Ellenfél Eredmény | Helyezés |
| ----------------------------------- | ----------- | ----------------------------------- | -------------------------------------------------------------------------- | ----------------------------------------------------------------- | ----------------------------------------------------------------------- | ----------------- | ----------------- | ----------------- | -------- |
| Sara Errani                         | Egyes       | Samantha Stosur (AUS) · 3-6, 2-6    | kiesett                                                                    | kiesett                                                           | kiesett                                                                 | kiesett           | kiesett           | kiesett           | 33.      |
| Flavia Pennetta                     | Egyes       | Kaia Kanepi (EST) · 2-6, 6-7        | kiesett                                                                    | kiesett                                                           | kiesett                                                                 | kiesett           | kiesett           | kiesett           | 33.      |
| Mara Santangelo                     | Egyes       | Gyinara Szafina (RUS) · 3-6, 6-7    | kiesett                                                                    | kiesett                                                           | kiesett                                                                 | kiesett           | kiesett           | kiesett           | 33.      |
| Francesca Schiavone                 | Egyes       | Oqgul Omonmurodova (UZB) · 6-4, 6-2 | Agnieszka Radwańska (POL) · 6-3, 7-6                                       | Vera Zvonarjova (RUS) · 6-7, 4-6                                  | kiesett                                                                 | kiesett           | kiesett           | kiesett           | 9.       |
| Mara Santangelo Roberta Vinci       | Páros       |                                     | Oroszország (RUS) · Szvetlana Kuznyecova · Gyinara Szafina · 1-6, 6-3, 5-7 | kiesett                                                           | kiesett                                                                 | kiesett           | kiesett           | kiesett           | 17.      |
| Flavia Pennetta Francesca Schiavone | Páros       |                                     | Ausztrália (AUS) · Casey Dellacqua · Alicia Molik · 6-4, 6-4               | Tajvan (TPE) · Csan Jung-zsan · Csuang Csia-zsung · 7-6, 1-6, 8-6 | Ukrajna (UKR) · Aljona Bondarenko · Katerina Bondarenko · 1-6, 6-3, 5-7 | kiesett           | kiesett           | kiesett           | 5.       |

## Tollaslabda
| Versenyző        | Versenyszám | Selejtező                          | 32-es főtábla     | Nyolcaddöntő      | Negyeddöntő       | Elődöntő          | Bronz- mérkőzés   | Döntő             | Helyezés |
| Versenyző        | Versenyszám | Ellenfél Eredmény                  | Ellenfél Eredmény | Ellenfél Eredmény | Ellenfél Eredmény | Ellenfél Eredmény | Ellenfél Eredmény | Ellenfél Eredmény | Helyezés |
| ---------------- | ----------- | ---------------------------------- | ----------------- | ----------------- | ----------------- | ----------------- | ----------------- | ----------------- | -------- |
| Agnese Allegrini | Női egyes   | Larisza Hriha (UKR) · 15-21, 11-21 | kiesett           | kiesett           | kiesett           | kiesett           | kiesett           | kiesett           | 33.      |

## Torna
Férfi
| Versenyző                                                                                   | Versenyszám      | Selejtező | Selejtező | Döntő    | Döntő    |
| Versenyző                                                                                   | Versenyszám      | Pontszám  | Helyezés  | Pontszám | Helyezés |
| ------------------------------------------------------------------------------------------- | ---------------- | --------- | --------- | -------- | -------- |
| Matteo Angioletti                                                                           | Talaj            | 14,250    | 60.       | kiesett  | kiesett  |
| Matteo Angioletti                                                                           | Ugrás            | 15,887    | 12.       | kiesett  | kiesett  |
| Matteo Angioletti                                                                           | Nyújtó           | 13,575    | 67.       | kiesett  | kiesett  |
| Matteo Angioletti                                                                           | Gyűrű            | 15,625    | 10.       | kiesett  | kiesett  |
| Matteo Angioletti                                                                           | Egyéni összetett | 59,950    | 64.       | kiesett  | kiesett  |
| Alberto Busnari                                                                             | Talaj            | 13,525    | 72.       | kiesett  | kiesett  |
| Alberto Busnari                                                                             | Korlát           | 14,625    | 58.       | kiesett  | kiesett  |
| Alberto Busnari                                                                             | Nyújtó           | 14,375    | 49.       | kiesett  | kiesett  |
| Alberto Busnari                                                                             | Lólengés         | 15,125    | 11.       | kiesett  | kiesett  |
| Alberto Busnari                                                                             | Egyéni összetett | 57,650    | 69.       | kiesett  | kiesett  |
| Igor Cassina                                                                                | Korlát           | 14,125    | 67.       | kiesett  | kiesett  |
| Igor Cassina                                                                                | Nyújtó           | 16,000    | 2.        | 15,675   | 4.       |
| Igor Cassina                                                                                | Lólengés         | 13,800    | 52.       | kiesett  | kiesett  |
| Igor Cassina                                                                                | Egyéni összetett | 43,925    | 77.       | kiesett  | kiesett  |
| Andrea Coppolino                                                                            | Talaj            | 14,025    | 67.       | kiesett  | kiesett  |
| Andrea Coppolino                                                                            | Ugrás            | 14,825    |           | kiesett  | kiesett  |
| Andrea Coppolino                                                                            | Korlát           | 13,675    | 72.       | kiesett  | kiesett  |
| Andrea Coppolino                                                                            | Gyűrű            | 15,975    | 6.        | 16,225   | 4.       |
| Andrea Coppolino                                                                            | Lólengés         | 12,925    | 69.       | kiesett  | kiesett  |
| Andrea Coppolino                                                                            | Egyéni összetett | 71,425    | 59.       | kiesett  | kiesett  |
| Matteo Morandi                                                                              | Talaj            | 14,175    | 64.       | kiesett  | kiesett  |
| Matteo Morandi                                                                              | Ugrás            | 16,100    |           | kiesett  | kiesett  |
| Matteo Morandi                                                                              | Korlát           | 13,725    | 70.       | kiesett  | kiesett  |
| Matteo Morandi                                                                              | Nyújtó           | 13,850    | 61.       | kiesett  | kiesett  |
| Matteo Morandi                                                                              | Gyűrű            | 16,025    | 5.        | 16,200   | 6.       |
| Matteo Morandi                                                                              | Lólengés         | 13,700    | 57.       | kiesett  | kiesett  |
| Matteo Morandi                                                                              | Egyéni összetett | 87,575    | 31.       | kiesett  | kiesett  |
| Enrico Pozzo                                                                                | Talaj            | 14,800    | 40.       | kiesett  | kiesett  |
| Enrico Pozzo                                                                                | Ugrás            | 15,700    |           | kiesett  | kiesett  |
| Enrico Pozzo                                                                                | Korlát           | 14,750    | 55.       | kiesett  | kiesett  |
| Enrico Pozzo                                                                                | Nyújtó           | 14,850    | 26.       | kiesett  | kiesett  |
| Enrico Pozzo                                                                                | Gyűrű            | 14,250    | 55.       | kiesett  | kiesett  |
| Enrico Pozzo                                                                                | Lólengés         | 14,325    | 36.       | kiesett  | kiesett  |
| Enrico Pozzo                                                                                | Egyéni összetett | 88,675    | 26.       | 89,375   | 19.      |
| Matteo Angioletti Alberto Busnari Igor Cassina Andrea Coppolino Matteo Morandi Enrico Pozzo | Csapat összetett | 355,500   | 12.       | kiesett  | kiesett  |

Női
| Versenyző                                                                                           | Versenyszám      | Selejtező | Selejtező | Döntő    | Döntő    |
| Versenyző                                                                                           | Versenyszám      | Pontszám  | Helyezés  | Pontszám | Helyezés |
| --------------------------------------------------------------------------------------------------- | ---------------- | --------- | --------- | -------- | -------- |
| Francesca Benolli                                                                                   | Talaj            | 13,600    | 66.       | kiesett  | kiesett  |
| Francesca Benolli                                                                                   | Ugrás            | 15,075    |           | kiesett  | kiesett  |
| Francesca Benolli                                                                                   | Felemás korlát   | 14,475    | 40.       | kiesett  | kiesett  |
| Francesca Benolli                                                                                   | Gerenda          | 13,850    | 66.       | kiesett  | kiesett  |
| Francesca Benolli                                                                                   | Egyéni összetett | 57,000    | 35.       | kiesett  | kiesett  |
| Monica Bergamelli                                                                                   | Ugrás            | 13,900    |           | kiesett  | kiesett  |
| Monica Bergamelli                                                                                   | Gerenda          | 14,350    | 44.       | kiesett  | kiesett  |
| Monica Bergamelli                                                                                   | Egyéni összetett | 28,250    | 89.       | kiesett  | kiesett  |
| Vanessa Ferrari                                                                                     | Talaj            | 14,650    | 18.       | kiesett  | kiesett  |
| Vanessa Ferrari                                                                                     | Ugrás            | 14,825    |           | kiesett  | kiesett  |
| Vanessa Ferrari                                                                                     | Felemás korlát   | 14,050    | 58.       | kiesett  | kiesett  |
| Vanessa Ferrari                                                                                     | Gerenda          | 14,775    | 31.       | kiesett  | kiesett  |
| Vanessa Ferrari                                                                                     | Egyéni összetett | 58,300    | 21.       | 59,450   | 11.      |
| Federica Macrí                                                                                      | Talaj            | 13,800    | 60.       | kiesett  | kiesett  |
| Federica Macrí                                                                                      | Felemás korlát   | 13,550    | 66.       | kiesett  | kiesett  |
| Federica Macrí                                                                                      | Egyéni összetett | 27,350    | 91.       | kiesett  | kiesett  |
| Lia Parolari                                                                                        | Talaj            | 14,575    | 22.       | kiesett  | kiesett  |
| Lia Parolari                                                                                        | Ugrás            | 14,075    |           | kiesett  | kiesett  |
| Lia Parolari                                                                                        | Felemás korlát   | 14,375    | 45.       | kiesett  | kiesett  |
| Lia Parolari                                                                                        | Gerenda          | 15,175    | 18.       | kiesett  | kiesett  |
| Lia Parolari                                                                                        | Egyéni összetett | 58,200    | 23.       | 58,925   | 14.      |
| Carlotta Giovannini                                                                                 | Talaj            | 13,575    | 68.       | kiesett  | kiesett  |
| Carlotta Giovannini                                                                                 | Ugrás            | 15,137    | 6.        | 14,550   | 6.       |
| Carlotta Giovannini                                                                                 | Felemás korlát   | 14,475    | 41.       | kiesett  | kiesett  |
| Carlotta Giovannini                                                                                 | Gerenda          | 13,900    | 65.       | kiesett  | kiesett  |
| Carlotta Giovannini                                                                                 | Egyéni összetett | 57,050    | 34.       | kiesett  | kiesett  |
| Monica Bergamelli Francesca Benolli Vanessa Ferrari Federica Macrí Carlotta Giovannini Lia Parolari | Csapat összetett | 231,275   | 10.       | kiesett  | kiesett  |

### Ritmikus gimnasztika
| Versenyző                                                                                          | Versenyszám | Selejtező | Selejtező | Selejtező              | Selejtező              | Selejtező | Selejtező | Döntő   | Döntő   | Döntő                  | Döntő                  | Döntő    | Döntő    | Helyezés |
| Versenyző                                                                                          | Versenyszám | 5 kötél   | 5 kötél   | 3 karika és 2 buzogány | 3 karika és 2 buzogány | Összesen  | Összesen  | 5 kötél | 5 kötél | 3 karika és 2 buzogány | 3 karika és 2 buzogány | Összesen | Összesen | Helyezés |
| Versenyző                                                                                          | Versenyszám | Pont      | Hely.     | Pont                   | Hely.                  | Pont      | Hely.     | Pont    | Hely.   | Pont                   | Hely.                  | Pont     | Hely.    | Helyezés |
| -------------------------------------------------------------------------------------------------- | ----------- | --------- | --------- | ---------------------- | ---------------------- | --------- | --------- | ------- | ------- | ---------------------- | ---------------------- | -------- | -------- | -------- |
| Elisa Blanchi Fabrizia D'Ottavio Marinella Falca Daniela Masseroni Elisa Santoni Angelica Savrayuk | Csapat      | 17,150    | 3.        | 17,375                 | 3.                     | 34,525    | 4.        | 17,000  | 4.      | 17,425                 | 3.                     | 34,425   | 4.       | 4.       |

### Trambulin
| Versenyző      | Versenyszám | Selejtező | Selejtező | Döntő    | Döntő    |
| Versenyző      | Versenyszám | Pontszám  | Helyezés  | Pontszám | Helyezés |
| -------------- | ----------- | --------- | --------- | -------- | -------- |
| Flavio Cannone | Férfi       | 66,5      | 14.       | kiesett  | kiesett  |

## Triatlon
| Versenyző       | Versenyszám | 1,5 km úszás | 1,5 km úszás | 40 km kerékpározás | 40 km kerékpározás | 10 km futás      | 10 km futás      | Összesítés    | Összesítés    |
| Versenyző       | Versenyszám | Idő          | Hely.        | Idő                | Hely.              | Idő              | Hely.            | Idő           | Helyezés      |
| --------------- | ----------- | ------------ | ------------ | ------------------ | ------------------ | ---------------- | ---------------- | ------------- | ------------- |
| Emilio D'Aquino | Férfi       | 18:22        | 27.          | 58:56              | 23.**              | 35:43            | 40.              | 1:53:58,22    | 40.           |
| Daniel Fontana  | Férfi       | 18:22        | 28.          | 58:55              | 22.                | 34:26            | 33.              | 1:52:39,21    | 33.           |
| Charlotte Bonin | Női         | 20:07        | 32.          | 1:06:58            | 41.*               | 41:30            | 43.*             | 2:09:42,09    | 44.           |
| Nadia Cortassa  | Női         | 20:00        | 25.          | nem teljesítette   | nem teljesítette   | nem teljesítette | nem teljesítette | nem ért célba | nem ért célba |

* - egy másik versenyzővel azonos időt ért el

** - öt másik versenyzővel azonos időt ért el

## Úszás
Férfi
| Versenyző                                                                            | Versenyszám            | Előfutam | Előfutam | Előfutam | Elődöntő | Elődöntő | Elődöntő | Döntő     | Döntő    |
| Versenyző                                                                            | Versenyszám            | Idő      | Hely.    | Össz.    | Idő      | Hely.    | Össz.    | Idő       | Helyezés |
| ------------------------------------------------------------------------------------ | ---------------------- | -------- | -------- | -------- | -------- | -------- | -------- | --------- | -------- |
| Alessandro Calvi                                                                     | 50 m gyors             | 22,50    | 3.*      | 30.*     | kiesett  | kiesett  | kiesett  | kiesett   | kiesett  |
| Christian Galenda                                                                    | 100 m gyors            | 48,55    | 6.       | 16.*     | 48,47    | 6.       | 9.       | kiesett   | kiesett  |
| Filippo Magnini                                                                      | 100 m gyors            | 48,30    | 3.       | 10.      | 48,11    | 4.       | 12.      | kiesett   | kiesett  |
| Emiliano Brembilla                                                                   | 200 m gyors            | 1:47,04  | 4.       | 9.       | 1:47,70  | 4.       | 11.      | kiesett   | kiesett  |
| Massimiliano Rosolino                                                                | 200 m gyors            | 1:48,76  | 7.       | 28.      | kiesett  | kiesett  | kiesett  | kiesett   | kiesett  |
| Massimiliano Rosolino                                                                | 400 m gyors            | 3:45,57  | 5.       | 13.      |          |          |          | kiesett   | kiesett  |
| Federico Colbertaldo                                                                 | 400 m gyors            | 3:45,28  | 4.       | 11.      |          |          |          | kiesett   | kiesett  |
| Federico Colbertaldo                                                                 | 1500 m gyors           | 14:51,44 | 4.       | 10.      |          |          |          | kiesett   | kiesett  |
| Samuel Pizzetti                                                                      | 1500 m gyors           | 15:07,02 | 6.       | 17.      |          |          |          | kiesett   | kiesett  |
| Mirco Di Tora                                                                        | 100 m hát              | 54,39    | 5.       | 14.      | 54,92    | 8.       | 15.      | kiesett   | kiesett  |
| Damiano Lestingi                                                                     | 100 m hát              | 54,78    | 3.       | 18.      | kiesett  | kiesett  | kiesett  | kiesett   | kiesett  |
| Damiano Lestingi                                                                     | 200 m hát              | 1:58,53  | 4.       | 12.      | 1:58,25  | 5.       | 11.      | kiesett   | kiesett  |
| Mattia Aversa                                                                        | 200 m hát              | 2:00,25  | 8.       | 25.      | kiesett  | kiesett  | kiesett  | kiesett   | kiesett  |
| Alessandro Terrin                                                                    | 100 m mell             | kizárták | kizárták | kizárták | kiesett  | kiesett  | kiesett  | kiesett   | kiesett  |
| Loris Facci                                                                          | 200 m mell             | 2:09,12  | 2.       | 3.       | 2:09,75  | 4.       | 6.       | 2:10,57   | 7.       |
| Paolo Bossini                                                                        | 200 m mell             | 2:08,98  | 1.       | 2.       | 2:09,95  | 3.       | 7.       | 2:11,48   | 8.       |
| Niccolò Beni                                                                         | 200 m pillangó         | 1:56,99  | 6.       | 20.      | kiesett  | kiesett  | kiesett  | kiesett   | kiesett  |
| Alessio Boggiatto                                                                    | 200 m vegyes           | 1:58,80  | 3.       | 8.       | 1:59,77  | 6.       | 12.      | kiesett   | kiesett  |
| Alessio Boggiatto                                                                    | 400 m vegyes           | 3:10,68  | 2.       | 6.       |          |          |          | 4:12,16   | 4.       |
| Luca Marin                                                                           | 400 m vegyes           | 4:10,22  | 2.       | 3.       |          |          |          | 4:12,47   | 5.       |
| Valerio Cleri                                                                        | 10 km nyílt vízi       |          |          |          |          |          |          | 1:52:07,5 | 4.       |
| Alessandro Calvi Marco Belotti Filippo Magnini Christian Galenda Michele Santucci    | 4 × 100 m gyorsváltó   | 3:12,65  | 2.       | 4.       |          |          |          | 3:11,48   | 4.       |
| Marco Belotti Emiliano Brembilla Filippo Magnini Massimiliano Rosolino Nicola Cassio | 4 × 200 m gyorsváltó   | 7:07,84  | 1.       | 2.       |          |          |          | 7:05,35   | 4.       |
| Mirco Di Tora Loris Facci Filippo Magnini Mattia Nalesso Alessandro Terrin           | 4 × 100 m vegyes váltó | 3:34,32  | 5.       | 8.       |          |          |          | kizárták  | kizárták |

Női
| Versenyző                                                                          | Versenyszám            | Előfutam | Előfutam | Előfutam | Elődöntő | Elődöntő | Elődöntő | Döntő     | Döntő    |
| Versenyző                                                                          | Versenyszám            | Idő      | Hely.    | Össz.    | Idő      | Hely.    | Össz.    | Idő       | Helyezés |
| ---------------------------------------------------------------------------------- | ---------------------- | -------- | -------- | -------- | -------- | -------- | -------- | --------- | -------- |
| Cristina Chiuso                                                                    | 50 m gyors             | 25,74    | 8.       | 34.      | kiesett  | kiesett  | kiesett  | kiesett   | kiesett  |
| Marialaura Simonetto                                                               | 100 m gyors            | 56,72    | 8.       | 42.      | kiesett  | kiesett  | kiesett  | kiesett   | kiesett  |
| Federica Pellegrini                                                                | 200 m gyors            | 1:55,45  | 1.       | 1.       | 1:57,23  | 1.       | 3.       | 1:54,82   |          |
| Federica Pellegrini                                                                | 400 m gyors            | 4:02,19  | 1.       | 1.       |          |          |          | 4:04,56   | 5.       |
| Alessia Filippi                                                                    | 800 m gyors            | 8:21,95  | 1.       | 4.       |          |          |          | 8:20,23   |          |
| Alessia Filippi                                                                    | 400 m vegyes           | 4:35,11  | 2.       | 2.*      |          |          |          | 4:34,34   | 5.       |
| Romina Armellini                                                                   | 100 m hát              | 1:02,21  | 3.*      | 26.*     | kiesett  | kiesett  | kiesett  | kiesett   | kiesett  |
| Roberta Panara                                                                     | 100 m mell             | 1:08,90  | 1.       | 22.      | kiesett  | kiesett  | kiesett  | kiesett   | kiesett  |
| Ilaria Bianchi                                                                     | 100 m pillangó         | 58,12    | 2.       | 7.       | kizárták | kizárták | kizárták | kiesett   | kiesett  |
| Paola Cavallino                                                                    | 200 m pillangó         | 2:10,46  | 5.       | 21.      | kiesett  | kiesett  | kiesett  | kiesett   | kiesett  |
| Martina Grimaldi                                                                   | 10 km nyílt vízi       |          |          |          |          |          |          | 1:59:40,7 | 10.      |
| Cristina Chiuso Erika Ferraioli Federica Pellegrini Marialaura Simonetto           | 4 × 100 m gyorsváltó   | 3:40,42  | 6.       | 10.      |          |          |          | kiesett   | kiesett  |
| Alice Carpanese Alessia Filippi Federica Pellegrini Renata Spagnolo Flavia Zoccari | 4 × 200 m gyorsváltó   | 7:53,38  | 2.       | 3.       |          |          |          | 7:49,76   | 4.       |
| Romina Armellini Ilaria Bianchi Roberta Panara Federica Pellegrini                 | 4 × 100 m vegyes váltó | 4:04,93  | 7.       | 14.      |          |          |          | kiesett   | kiesett  |

* - egy másik versenyzővel azonos időt ért el

## Vitorlázás
Férfi
| Versenyző                   | Versenyszám     | Futam | Futam | Futam | Futam | Futam | Futam | Futam | Futam | Futam | Futam | Futam | Pontszám | Helyezés |
| Versenyző                   | Versenyszám     | 1     | 2     | 3     | 4     | 5     | 6     | 7     | 8     | 9     | 10    | É     | Pontszám | Helyezés |
| --------------------------- | --------------- | ----- | ----- | ----- | ----- | ----- | ----- | ----- | ----- | ----- | ----- | ----- | -------- | -------- |
| Fabian Heidegger            | Szörfvitorlázás | 14    | 12    | 8     | 17    | 18    | 13    | 18    | 24    | 21    | 17    | -     | 138      | 20.      |
| Diego Romero                | Laser           | 6     | 3     | 5     | 36    | 10    | 15    | 11    | 9     | 10    |       | 3     | 75       |          |
| Andrea Trani Gabrio Zandonà | 470-es osztály  | 10    | 4     | 7     | 7     | 2     | 21    | 19    | 6     | 29    | 5     | 10    | 91       | 6.       |
| Diego Negri Luigi Viale     | Csillaghajó     | 13    | 8     | 12    | 7     | 11    | 7     | 7     | 6     | 13    | 5     | 16    | 92       | 10.      |

Női
| Versenyző                                              | Versenyszám     | Futam | Futam | Futam | Futam | Futam | Futam | Futam | Futam | Futam | Futam | Futam | Pontszám | Helyezés |
| Versenyző                                              | Versenyszám     | 1     | 2     | 3     | 4     | 5     | 6     | 7     | 8     | 9     | 10    | É     | Pontszám | Helyezés |
| ------------------------------------------------------ | --------------- | ----- | ----- | ----- | ----- | ----- | ----- | ----- | ----- | ----- | ----- | ----- | -------- | -------- |
| Alessandra Sensini                                     | Szörfvitorlázás | 6     | 2     | 9     | 1     |       | 3     | 2     | 2     | 5     | 8     | 2     | 40       |          |
| Larissa Nevierov                                       | Laser radial    | 17    | 15    | 22    | 9     | 11    | 13    | 16    | 24    | 21    |       | -     | 124      | 19.      |
| Giulia Conti Giovanna Micol                            | 470-es osztály  | 14    | 7     | 6     | 3     | 6     | 11    | 4     | 19    | 12    | 6     | 6     | 75       | 5.       |
| Chiara Calligaris Giulia Pignolo Francesca Scognamillo | Yngling         | 15    | 14    | 13    | 9     | 8     | 9     | 7     | 14    |       |       | -     | 74       | 15.      |

Nyílt
| Versenyző                           | Versenyszám        | Futam | Futam | Futam | Futam | Futam | Futam | Futam | Futam | Futam | Futam | Futam | Futam | Futam | Pontszám | Helyezés |
| Versenyző                           | Versenyszám        | 1     | 2     | 3     | 4     | 5     | 6     | 7     | 8     | 9     | 10    | 11    | 12    | É     | Pontszám | Helyezés |
| ----------------------------------- | ------------------ | ----- | ----- | ----- | ----- | ----- | ----- | ----- | ----- | ----- | ----- | ----- | ----- | ----- | -------- | -------- |
| Giorgio Poggi                       | Finn dingi         | 17    | 7     | 14    | 21    | 6     | 12    | 9     | 9     |       |       |       |       | -     | 74       | 11.      |
| Piero Sibello Gianfranco Sibello    | Könnyű 49-es dingi | 3     | 12    | 9     | 17    | 6     | 9     | 3     | 8     | 12    | 17    | 3     | 3     | 8     | 66       | 4.       |
| Edoardo Bianchi Francesco Marcolini | Tornádó            | 15    | 9     | 4     | 2     | 8     | 4     | 6     | 11    | 8     | 6     |       |       | 16    | 74       | 7.       |

É - éremfutam

## Vívás
Férfi
| Versenyző                                                         | Versenyszám       | Selejtező         | 32-es főtábla                   | Nyolcaddöntő                  | Negyeddöntő                                                                                  | Elődöntő                                                                        | Bronz- mérkőzés                                                                              | Döntő                        | Helyezés |
| Versenyző                                                         | Versenyszám       | Ellenfél Eredmény | Ellenfél Eredmény               | Ellenfél Eredmény             | Ellenfél Eredmény                                                                            | Ellenfél Eredmény                                                               | Ellenfél Eredmény                                                                            | Ellenfél Eredmény            | Helyezés |
| ----------------------------------------------------------------- | ----------------- | ----------------- | ------------------------------- | ----------------------------- | -------------------------------------------------------------------------------------------- | ------------------------------------------------------------------------------- | -------------------------------------------------------------------------------------------- | ---------------------------- | -------- |
| Andrea Cassarà                                                    | Tőr, egyéni       |                   |                                 | Roland Schlosser (AUT) · 15-8 | Csu Csün (CHN) · 14-15                                                                       | kiesett                                                                         | kiesett                                                                                      | kiesett                      | 6.       |
| Salvatore Sanzo                                                   | Tőr, egyéni       |                   |                                 | Josh McGuire (CAN) · 15-3     | Erwann Le Péchoux (FRA) · 10-9                                                               | Óta Júki (JPN) · 14-15                                                          | Csu Csün (CHN) · 15-14                                                                       |                              |          |
| Diego Confalonieri                                                | Párbajtőr, egyéni |                   | Tomasz Motyka (POL) · 15-10     | Imre Géza (HUN) · 15-9        | José Luis Abajo (ESP) · 14-13                                                                | kiesett                                                                         | kiesett                                                                                      | kiesett                      | 7.       |
| Matteo Tagliariol                                                 | Párbajtőr, egyéni |                   | Sturla Torkildsen (NOR) · 15-10 | Ulrich Robeiri (FRA) · 15-11  | Bas Verwijlen (NED) · 15-11                                                                  | José Luis Abajo (ESP) · 15-12                                                   |                                                                                              | Fabrice Jeannet (FRA) · 15-9 |          |
| Alfredo Rota                                                      | Párbajtőr, egyéni |                   | Boczkó Gábor (HUN) · 10-11      | kiesett                       | kiesett                                                                                      | kiesett                                                                         | kiesett                                                                                      | kiesett                      | 21.      |
| Luigi Tarantino                                                   | Kard, egyéni      |                   | Renzo Agresta (BRA) · 15-8      | Boris Sanson (FRA) · 15-7     | Csung Man (CHN) · 13-15                                                                      | kiesett                                                                         | kiesett                                                                                      | kiesett                      | 5.       |
| Aldo Montano                                                      | Kard, egyéni      |                   | Philippe Beaudry (CAN) · 15-4   | Jorge Pina (ESP) · 14-15      | kiesett                                                                                      | kiesett                                                                         | kiesett                                                                                      | kiesett                      | 10.      |
| Diego Occhiuzzi                                                   | Kard, egyéni      |                   | Jorge Pina (ESP) · 9-15         | kiesett                       | kiesett                                                                                      | kiesett                                                                         | kiesett                                                                                      | kiesett                      | 23.      |
| Stefano Carozzo Diego Confalonieri Alfredo Rota Matteo Tagliariol | Párbajtőr, csapat |                   |                                 |                               | Dél-Korea (KOR) · Csong Dzsinszon · Kim Szunggu · Kim Vondzsin · 45-37                       | Franciaország (FRA) · Fabrice Jeannet · Jérôme Jeannet · Ulrich Robeiri · 39-45 | Kína (CHN) · Tung Kuo-tao · Li Kuo-csie · Vang Lej · Jin Lien-cse · 45-44                    |                              |          |
| Aldo Montano Diego Occhiuzzi Gianpiero Pastore Luigi Tarantino    | Kard, csapat      |                   |                                 |                               | Fehéroroszország (BLR) · Aljakszandr Bujkevics · Dzmitrij Lapkesz · Valerij Prijomka · 45-39 | Franciaország (FRA) · Nicolas Lopez · Julien Pillet · Boris Sanson · 41-45      | Oroszország (RUS) · Nyikolaj Kovaljov · Sztanyiszlav Pozdnyakov · Alekszej Jakimenko · 45-44 |                              |          |

Női
| Versenyző                                                                 | Versenyszám  | Selejtező         | 32-es főtábla                       | Nyolcaddöntő                     | Negyeddöntő                                                                | Elődöntő                                                                                                | Bronz- mérkőzés                                                                              | Döntő                  | Helyezés |
| Versenyző                                                                 | Versenyszám  | Ellenfél Eredmény | Ellenfél Eredmény                   | Ellenfél Eredmény                | Ellenfél Eredmény                                                          | Ellenfél Eredmény                                                                                       | Ellenfél Eredmény                                                                            | Ellenfél Eredmény      | Helyezés |
| ------------------------------------------------------------------------- | ------------ | ----------------- | ----------------------------------- | -------------------------------- | -------------------------------------------------------------------------- | --- | -------------------------------------------------------------------------------------------- | ---------------------- | -------- |
| Giovanna Trillini                                                         | Tőr, egyéni  |                   | Misleydis Compañy (CUB) · 15-7      | Aida Sanajeva (RUS) · 15-3       | Katja Wächter (GER) · 15-8                                                 | Nam Hjonhi (KOR) · 10-15                                                                                | Margherita Granbassi (ITA) · 12-15                                                           |                        | 4.       |
| Margherita Granbassi                                                      | Tőr, egyéni  |                   | Indra Angad-Gaur (NED) · 11-6       | Viktorija Nyikisina (RUS) · 11-4 | Jevgenyija Lamonova (RUS) · 12-7                                           | Valentina Vezzali (ITA) · 3-12                                                                          | Giovanna Trillini (ITA) · 15-12                                                              |                        |          |
| Valentina Vezzali                                                         | Tőr, egyéni  |                   | Magdalena Mroczkiewicz (POL) · 15-3 | Csang Lej (CHN) · 10-7           | Knapek Edina (HUN) · 15-3                                                  | Margherita Granbassi (ITA) · 12-3                                                                       |                                                                                              | Nam Hjonhi (KOR) · 6-5 |          |
| Ilaria Bianco                                                             | Kard, egyéni |                   | Huang Haj-jang (CHN) · 15-12        | Szofja Velikaja (RUS) · 6-15     | kiesett                                                                    | kiesett                                                                                                 | kiesett                                                                                      | kiesett                | 11.      |
| Gioia Marzocca                                                            | Kard, egyéni |                   | Olha Harlan (UKR) · 8-15            | kiesett                          | kiesett                                                                    | kiesett                                                                                                 | kiesett                                                                                      | kiesett                | 16.      |
| Margherita Granbassi Ilaria Salvatori Giovanna Trillini Valentina Vezzali | Tőr, csapat  |                   |                                     |                                  | Kína (CHN) · Huang Csia-ling · Szu Van-ven · Szun Csao · Csang Lej · 37-24 | Oroszország (RUS) · Szvetlana Bojko · Jevgenyija Lamonova · Viktorija Nyikisina · Aida Sanajeva · 21-22 | Magyarország (HUN) · Knapek Edina · Mohamed Aida · Ujlaky Virginie · Varga Gabriella · 32-23 |                        |          |

## Vízilabda

### Férfi
| Olasz nemzeti férfi vízilabdacsapat-játékoskeret | Olasz nemzeti férfi vízilabdacsapat-játékoskeret | Olasz nemzeti férfi vízilabdacsapat-játékoskeret | Olasz nemzeti férfi vízilabdacsapat-játékoskeret | Olasz nemzeti férfi vízilabdacsapat-játékoskeret | Olasz nemzeti férfi vízilabdacsapat-játékoskeret | Olasz nemzeti férfi vízilabdacsapat-játékoskeret |
| #                                                | Név                                              | Poszt                                            | Magasság                                         | Súly                                             | Kor                                              | Klub                                             |
| ------------------------------------------------ | ------------------------------------------------ | ------------------------------------------------ | ------------------------------------------------ | ------------------------------------------------ | ------------------------------------------------ | ------------------------------------------------ |
| 1                                                | Stefano Tempesti                                 | GK                                               | 2,05 m (6 ft 9 in)                               | 97 kg                                            | 1979. június 9. (29 évesen)                      | Pro Recco                                        |
| 2                                                | Luigi Di Costanzo                                | D                                                | 1,85 m (6 ft 1 in)                               | 82 kg                                            | 1982. február 5. (26 évesen)                     | Posillipo Napoli                                 |
| 3                                                | Leonardo Binchi                                  | CB                                               | 2,00 m (6 ft 7 in)                               | 100 kg                                           | 1975. augusztus 27. (32 évesen)                  | Leonessa Brescia                                 |
| 4                                                | Fabrizio Buonocore                               | CB                                               | 1,86 m (6 ft 1 in)                               | 85 kg                                            | 1977. április 28. (31 évesen)                    | Posillipo Napoli                                 |
| 5                                                | Valentino Gallo                                  | D                                                | 1,93 m (6 ft 4 in)                               | 90 kg                                            | 1985. július 17. (23 évesen)                     | Pro Recco                                        |
| 6                                                | Maurizio Felugo                                  | D                                                | 1,89 m (6 ft 2 in)                               | 82 kg                                            | 1981. március 4. (27 évesen)                     | Pro Recco                                        |
| 7                                                | Andrea Mangiante                                 | CB                                               | 1,91 m (6 ft 3 in)                               | 92 kg                                            | 1976. június 1. (32 évesen)                      | Pro Recco                                        |
| 8                                                | Alberto Angelini                                 | D                                                | 1,76 m (5 ft 9 in)                               | 85 kg                                            | 1974. szeptember 28. (33 évesen)                 | Pro Recco                                        |
| 9                                                | Fabio Bencivenga                                 | CF                                               | 2,01 m (6 ft 7 in)                               | 97 kg                                            | 1976. január 20. (32 évesen)                     | Posillipo Napoli                                 |
| 10                                               | Alessandro Calcaterra                            | CF                                               | 1,87 m (6 ft 2 in)                               | 102 kg                                           | 1975. május 26. (33 évesen)                      | Pro Recco                                        |
| 11                                               | Leonardo Sottani                                 | D                                                | 1,92 m (6 ft 4 in)                               | 86 kg                                            | 1973. november 1. (34 évesen)                    | Bissolati Cremona                                |
| 12                                               | Federico Mistrangelo                             | D                                                | 1,81 m (5 ft 11 in)                              | 80 kg                                            | 1981. május 11. (27 évesen)                      | Rari Nantes Savona                               |
| 13                                               | Fabio Violetti                                   | GK                                               | 1,91 m (6 ft 3 in)                               | 85 kg                                            | 1974. február 1. (34 évesen)                     | Posillipo Napoli                                 |
| Vezetőedző: Paolo Malara                         |                                                  |                                                  |                                                  |                                                  |                                                  |                                                  |

- Kor: 2008. augusztus 10-i kora

#### Eredmények
Csoportkör
B csoport
| Csapat                 | M | Gy | D | V | G+ | G– | Gk  | P |
| ---------------------- | - | -- | - | - | -- | -- | --- | - |
| Egyesült Államok (USA) | 5 | 4  | 0 | 1 | 37 | 31 | +6  | 8 |
| Horvátország (CRO)     | 5 | 4  | 0 | 1 | 56 | 31 | +25 | 8 |
| Szerbia (SRB)          | 5 | 3  | 0 | 2 | 50 | 38 | +12 | 6 |
| Németország (GER)      | 5 | 2  | 0 | 3 | 33 | 44 | –11 | 4 |
| Olaszország (ITA)      | 5 | 2  | 0 | 3 | 57 | 50 | +7  | 4 |
| Kína (CHN)             | 5 | 0  | 0 | 5 | 25 | 64 | –39 | 0 |

| 2008. augusztus 10. 15:20 (9:20) | Horvátország (CRO)   | 11–7 | Olaszország (ITA) | Ying Tung Natatorium, Peking Játékvezetők: Simion (ROU), Anciferov (RUS) |
| 2008. augusztus 10. 15:20 (9:20) | (3–3, 2–1, 4–1, 2–4) |      |                   | Ying Tung Natatorium, Peking Játékvezetők: Simion (ROU), Anciferov (RUS) |
| 2008. augusztus 10. 15:20 (9:20) | Bošković 3           |      | Felugo 3          | Ying Tung Natatorium, Peking Játékvezetők: Simion (ROU), Anciferov (RUS) |

| 2008. augusztus 12. 12:10 (6:10) | Olaszország (ITA)    | 11–12 | Egyesült Államok (USA) | Ying Tung Natatorium, Peking Játékvezetők: Brguljan (MNE), Patelli (BRA) |
| 2008. augusztus 12. 12:10 (6:10) | (1–2, 2–3, 4–3, 4–4) |       |                        | Ying Tung Natatorium, Peking Játékvezetők: Brguljan (MNE), Patelli (BRA) |
| 2008. augusztus 12. 12:10 (6:10) | Gallo, Felugo 3      |       | Powers 3               | Ying Tung Natatorium, Peking Játékvezetők: Brguljan (MNE), Patelli (BRA) |

| 2008. augusztus 14. 16:40 (10:40) | Kína (CHN)           | 7–19 | Olaszország (ITA) | Ying Tung Natatorium, Peking Játékvezetők: Kiszelly (HUN), Koryzna (POL) |
| 2008. augusztus 14. 16:40 (10:40) | (2–5, 2–5, 1–4, 2–5) |      |                   | Ying Tung Natatorium, Peking Játékvezetők: Kiszelly (HUN), Koryzna (POL) |
| 2008. augusztus 14. 16:40 (10:40) | Hszie Csün-min 3     |      | Calcaterra 4      | Ying Tung Natatorium, Peking Játékvezetők: Kiszelly (HUN), Koryzna (POL) |

| 2008. augusztus 16. 9:30 (3:30) | Németország (GER)    | 8–7 | Olaszország (ITA) | Ying Tung Natatorium, Peking Játékvezetők: Brguljan (MNE), Turcotte (CAN) |
| 2008. augusztus 16. 9:30 (3:30) | (2–1, 3–1, 0–2, 3–3) |     |                   | Ying Tung Natatorium, Peking Játékvezetők: Brguljan (MNE), Turcotte (CAN) |
| 2008. augusztus 16. 9:30 (3:30) | Schertwitis 2        |     | Calcaterra 3      | Ying Tung Natatorium, Peking Játékvezetők: Brguljan (MNE), Turcotte (CAN) |

| 2008. augusztus 18. 9:30 (3:30) | Szerbia (SRB)        | 12–13 | Olaszország (ITA) | Ying Tung Natatorium, Peking Játékvezetők: Klopper (NED), Anciferov (RUS) |
| 2008. augusztus 18. 9:30 (3:30) | (3–3, 2–3, 3–5, 4–2) |       |                   | Ying Tung Natatorium, Peking Játékvezetők: Klopper (NED), Anciferov (RUS) |
| 2008. augusztus 18. 9:30 (3:30) | Šapić 3              |       | Calcaterra 3      | Ying Tung Natatorium, Peking Játékvezetők: Klopper (NED), Anciferov (RUS) |

A 10 közé jutásért
| 2008. augusztus 20. 9:30 (3:30) | Kanada (CAN)         | 11–13 | Olaszország (ITA) | Ying Tung Natatorium, Peking Játékvezetők: Rak (CRO), Ni (CHN) |
| 2008. augusztus 20. 9:30 (3:30) | (1–4, 3–2, 3–3, 4–4) |       |                   | Ying Tung Natatorium, Peking Játékvezetők: Rak (CRO), Ni (CHN) |
| 2008. augusztus 20. 9:30 (3:30) | Graham 4             |       | Sottani 3         | Ying Tung Natatorium, Peking Játékvezetők: Rak (CRO), Ni (CHN) |

A 7–10. helyért
| 2008. augusztus 22. 10:50 (4:50) | Ausztrália (AUS)               | 13–13 (h. u.) | Olaszország (ITA) | Ying Tung Natatorium, Peking Játékvezetők: Moliner Molins (ESP), Chaney (USA) |
| 2008. augusztus 22. 10:50 (4:50) | (4–2, 1–5, 4–0, 1–3, 0–1, 3–2) |               |                   | Ying Tung Natatorium, Peking Játékvezetők: Moliner Molins (ESP), Chaney (USA) |
| 2008. augusztus 22. 10:50 (4:50) | McGregor 3                     |               | Calcaterra 6      | Ying Tung Natatorium, Peking Játékvezetők: Moliner Molins (ESP), Chaney (USA) |
| 2008. augusztus 22. 10:50 (4:50) | Büntetőpárbaj:                 |               |                   | Ying Tung Natatorium, Peking Játékvezetők: Moliner Molins (ESP), Chaney (USA) |
| 2008. augusztus 22. 10:50 (4:50) | 4–3                            |               |                   | Ying Tung Natatorium, Peking Játékvezetők: Moliner Molins (ESP), Chaney (USA) |

A 9. helyért
| 2008. augusztus 24. 9:30 (3:30) | Olaszország (ITA)    | 10–8 | Németország (GER) | Ying Tung Natatorium, Peking Játékvezetők: Rak (CRO), Hart (AUS) |
| 2008. augusztus 24. 9:30 (3:30) | (4–3, 1–1, 1–1, 4–3) |      |                   | Ying Tung Natatorium, Peking Játékvezetők: Rak (CRO), Hart (AUS) |
| 2008. augusztus 24. 9:30 (3:30) | Calcaterra 5         |      | három játékos 2   | Ying Tung Natatorium, Peking Játékvezetők: Rak (CRO), Hart (AUS) |

| Csapat            | Helyezés |
| ----------------- | -------- |
| Olaszország (ITA) | 9.       |

### Női
| Olasz nemzeti női vízilabdacsapat-játékoskeret | Olasz nemzeti női vízilabdacsapat-játékoskeret | Olasz nemzeti női vízilabdacsapat-játékoskeret | Olasz nemzeti női vízilabdacsapat-játékoskeret | Olasz nemzeti női vízilabdacsapat-játékoskeret | Olasz nemzeti női vízilabdacsapat-játékoskeret | Olasz nemzeti női vízilabdacsapat-játékoskeret |
| #                                              | Név                                            | Poszt                                          | Magasság                                       | Súly                                           | Kor                                            | Klub                                           |
| ---------------------------------------------- | ---------------------------------------------- | ---------------------------------------------- | ---------------------------------------------- | ---------------------------------------------- | ---------------------------------------------- | ---------------------------------------------- |
| 1                                              | Elena Gigli                                    | GK                                             | 1,92 m (6 ft 4 in)                             | 82 kg                                          | 1985. július 9. (23 évesen)                    | Giotti Fiorentina                              |
| 2                                              | Martina Miceli                                 | D                                              | 1,68 m (5 ft 6 in)                             | 62 kg                                          | 1973. október 22. (34 évesen)                  | Geymonat Orizzonte                             |
| 3                                              | Elisa Casanova                                 | CF                                             | 1,86 m (6 ft 1 in)                             | 100 kg                                         | 1973. november 26. (34 évesen)                 | Giotti Fiorentina                              |
| 4                                              | Silvia Bosurgi                                 | D                                              | 1,64 m (5 ft 5 in)                             | 59 kg                                          | 1979. április 17. (29 évesen)                  | Geymonat Orizzonte                             |
| 5                                              | Valkai Erzsébet                                | CF                                             | 1,76 m (5 ft 9 in)                             | 74 kg                                          | 1979. március 6. (29 évesen)                   | Ecofim Roma                                    |
| 6                                              | Manuela Zanchi                                 | D                                              | 1,83 m (6 ft 0 in)                             | 65 kg                                          | 1977. október 17. (30 évesen)                  | Geymonat Orizzonte                             |
| 7                                              | Tania Di Mario                                 | D                                              | 1,68 m (5 ft 6 in)                             | 58 kg                                          | 1979. május 4. (29 évesen)                     | Geymonat Orizzonte                             |
| 8                                              | Cinzia Ragusa                                  | CB                                             | 1,79 m (5 ft 10 in)                            | 70 kg                                          | 1977. május 24. (31 évesen)                    | Geymonat Orizzonte                             |
| 9                                              | Francesca Pavan                                | D                                              | 1,73 m (5 ft 8 in)                             | 65 kg                                          | 1979. április 24. (29 évesen)                  | Plebiscito Padova                              |
| 10                                             | Federica Rocco                                 | CB                                             | 1,73 m (5 ft 8 in)                             | 70 kg                                          | 1984. november 25. (23 évesen)                 | Plebiscito Padova                              |
| 11                                             | Maddalena Musumeci                             | CB                                             | 1,70 m (5 ft 7 in)                             | 65 kg                                          | 1976. március 26. (32 évesen)                  | Geymonat Orizzonte                             |
| 12                                             | Teresa Frassinetti                             | CF                                             | 1,74 m (5 ft 9 in)                             | 70 kg                                          | 1985. december 24. (22 évesen)                 | Giotti Fiorentina                              |
| 13                                             | Chiara Brancati                                | GK                                             | 1,78 m (5 ft 10 in)                            | 65 kg                                          | 1981. július 20. (27 évesen)                   | Geymonat Orizzonte                             |
| Vezetőedző: Mauro Maugeri                      |                                                |                                                |                                                |                                                |                                                |                                                |

- Kor: 2008. augusztus 11-i kora

#### Eredmények
Csoportkör
A csoport
| Csapat                 | M | Gy | D | V | G+ | G– | Gk | P |
| ---------------------- | - | -- | - | - | -- | -- | -- | - |
| Egyesült Államok (USA) | 3 | 2  | 1 | 0 | 33 | 27 | +6 | 5 |
| Olaszország (ITA)      | 3 | 2  | 1 | 0 | 28 | 26 | +2 | 5 |
| Kína (CHN)             | 3 | 1  | 0 | 2 | 33 | 33 | +0 | 2 |
| Oroszország (RUS)      | 3 | 0  | 0 | 3 | 26 | 34 | –8 | 0 |

| 2008. augusztus 11. 14:20 | Oroszország (RUS)    | 8–9 | Olaszország (ITA)  | Ying Tung Natatorium, Peking Játékvezetők: Turcotte (CAN), Argyros (GRE) |
| 2008. augusztus 11. 14:20 | (3–3, 2–1, 2–3, 1–2) |     |                    | Ying Tung Natatorium, Peking Játékvezetők: Turcotte (CAN), Argyros (GRE) |
| 2008. augusztus 11. 14:20 | Szmurova 2           |     | Miceli, Di Mario 2 | Ying Tung Natatorium, Peking Játékvezetők: Turcotte (CAN), Argyros (GRE) |

| 2008. augusztus 13. 15:40 | Egyesült Államok (USA) | 9–9 | Olaszország (ITA)  | Ying Tung Natatorium, Peking Játékvezetők: Balfanbajev (KAZ), Kiszelly (HUN) |
| 2008. augusztus 13. 15:40 | (0–2, 4–2, 2–2, 3–3)   |     |                    | Ying Tung Natatorium, Peking Játékvezetők: Balfanbajev (KAZ), Kiszelly (HUN) |
| 2008. augusztus 13. 15:40 | Hayes, Villa 2         |     | Miceli, Di Mario 2 | Ying Tung Natatorium, Peking Játékvezetők: Balfanbajev (KAZ), Kiszelly (HUN) |

| 2008. augusztus 15. 17:00 | Olaszország (ITA)    | 10–9 | Kína (CHN)     | Ying Tung Natatorium, Peking Játékvezetők: Kiszelly (HUN), Margeta (SLO) |
| 2008. augusztus 15. 17:00 | (2–2, 4–2, 2–4, 2–1) |      |                | Ying Tung Natatorium, Peking Játékvezetők: Kiszelly (HUN), Margeta (SLO) |
| 2008. augusztus 15. 17:00 | Casanova 4           |      | Szun Ja-ting 3 | Ying Tung Natatorium, Peking Játékvezetők: Kiszelly (HUN), Margeta (SLO) |

Az elődöntőbe jutásért
| 2008. augusztus 17. 15:40 | Olaszország (ITA)              | 8–8 (h. u.) | Hollandia (NED) | Ying Tung Natatorium, Peking Játékvezetők: Bock (GER), Argyros (GRE) |
| 2008. augusztus 17. 15:40 | (2–2, 1–3, 3–2, 2–1, 0–0, 0–0) |             |                 | Ying Tung Natatorium, Peking Játékvezetők: Bock (GER), Argyros (GRE) |
| 2008. augusztus 17. 15:40 | Zanchi 4                       |             | Cabout 4        | Ying Tung Natatorium, Peking Játékvezetők: Bock (GER), Argyros (GRE) |
| 2008. augusztus 17. 15:40 | Büntetőpárbaj:                 |             |                 | Ying Tung Natatorium, Peking Játékvezetők: Bock (GER), Argyros (GRE) |
| 2008. augusztus 17. 15:40 | 3 – 5                          |             |                 | Ying Tung Natatorium, Peking Játékvezetők: Bock (GER), Argyros (GRE) |

Az 5. helyért
| 2008. augusztus 19. 13:00 | Kína (CHN)           | 10–7 | Olaszország (ITA) | Ying Tung Natatorium, Peking Játékvezetők: Tulga (TUR), Turcotte (CAN) |
| 2008. augusztus 19. 13:00 | (3–1, 2–3, 1–3, 4–0) |      |                   | Ying Tung Natatorium, Peking Játékvezetők: Tulga (TUR), Turcotte (CAN) |
| 2008. augusztus 19. 13:00 | Kao Ao 4             |      | Di Mario 3        | Ying Tung Natatorium, Peking Játékvezetők: Tulga (TUR), Turcotte (CAN) |

| Csapat            | Helyezés |
| ----------------- | -------- |
| Olaszország (ITA) | 6.       |